# Cambogia
La Cambogia, ufficialmente Regno di Cambogia (in khmer ព្រះរាជាណាចក្រ កម្ពុជា, Preăh Réachéanachâkr Kâmpŭchea), è uno Stato del sud-est asiatico. Confina a nord con Thailandia e Laos, a est e a sud con il Vietnam, a sud anche con il golfo del Siam, a ovest ancora con golfo del Siam e Thailandia. La Cambogia è una monarchia costituzionale, l'attuale capo di Stato è il re Norodom Sihamoni e il capo del governo è Hun Manet. La lingua ufficiale è lo khmer. La religione ufficiale è il Buddismo e la maggior parte della popolazione ne pratica la dottrina Theravada. La capitale è Phnom Penh.
In seguito alla caduta del prospero Impero Khmer, la Cambogia subì per secoli l'influenza politico-militare dei paesi limitrofi, per poi diventare un protettorato francese nel 1863. Ottenuta l'indipendenza nel 1953, la Cambogia attraversò un periodo di instabilità e guerre con il coinvolgimento nel conflitto vietnamita (gli Stati Uniti bombardarono massicciamente il paese fino al 1975. Tra 600 000 e 800 000 cambogiani furono uccisi durante questa campagna militare), il colpo di Stato di Lon Nol, il regime di terrore degli Khmer rossi e l'invasione vietnamita. A seguito delle elezioni del 1993, tenute sotto l'egida dell'ONU, è stata promulgata una nuova Costituzione: la Cambogia è attualmente una monarchia parlamentare indipendente basata su un sistema multipartitico.

## Etimologia
"Regno di Cambogia" è il nome ufficiale del paese. Il termine "Cambogia" deriva dal francese Cambodge, il quale a sua volta è una trascrizione del termine khmer (KM)  កម្ពុជា (kampuciə). Kampuchea è la forma alternativa del nome ufficiale (KM)  ព្រះរាជាណាចក្រកម្ពុជា (prĕəh riəciənaacak kampuciə). L'endonimo khmer Kampuchea deriva dal sanscrito (SA)  कम्बोजदेश kambojadeśa, composto da (SA)  देश deśa, che significa "terra di" o paese di" e (SA)  कम्बोज kamboja, termine relativo ai miti di fondazione del primo regno khmer dell'antichità. Il termine Cambogia era già usato in Europa almeno dal 1524, dal momento che Antonio Pigafetta (un esploratore italiano che seguì Ferdinando Magellano nella sua impresa della circumnavigazione del globo) cita il paese nella sua opera Relazione del primo viaggio intorno al mondo (1524-1525) come Camogia.

## Storia

### Preistoria
Una presenza umana antichissima sul territorio cambogiano, risalente all'Acheuleano, è testimoniata da ciottoli lavorati in quarzo e quarzite rinvenuti in terrazzamenti lungo il Mekong, nelle province di Kratié e Stung Treng, e nella provincia di Kampot. Nella cava di Laang Spean, nella provincia di Battambang, abitata pare già nel periodo Hoabinhiano (6 000 a.C.), sono stati ritrovati manufatti in terracotta tra i più antichi del Sud-est asiatico.
La fondamentale coltivazione del riso venne importata da popolazioni austroasiatiche Mon Khmer, che attuarono una lenta penetrazione da nord nel terzo millennio a.C. e costituiranno il nucleo della popolazione cambogiana. Secondo i dati attualmente disponibili, si ritiene che il Neolitico in Cambogia ebbe una durata breve, meno di un migliaio di anni. A partire da questo periodo compaiono dei caratteristici terrapieni circolari ("circular earthworks"), scoperti a partire dalla fine degli anni 1950 nella provincia di Kampong Cham a cavallo del confine vietnamita, la cui funzione è ancora discussa. La transizione all'età del bronzo è ancora poco conosciuta, ma non ci sono prove di autorità od organizzazioni che si estendano al di là del singolo villaggio.
L'entrata dell'area nell'età del ferro si stima sia avvenuta intorno al V secolo a.C. A differenza del bronzo (importato dall'Isan, oggi regione thailandese), il ferro veniva estratto e lavorato anche in loco, ma la maggior parte dei siti finora rinvenuti e studiati di quest'epoca sono situati anch'essi in Thailandia, sull'altopiano di Khorat, nelle valli dei fiumi Mun e Chi. Dalle sepolture si evidenzia un aumento della disponibilità alimentare, della ricchezza, del commercio tra le comunità e dell'organizzazione sociale. Nella tarda età del ferro sono documentati i commerci con India e Cina. Spesso i siti rimarranno occupati anche in età storica, ad esempio gli strati preistorici di Non Dua si trovano sotto un tempio angkoriano e il sito di Lovea si trova pochi chilometri a nord-ovest di Angkor stessa.

### I regni di Funan e Chenla

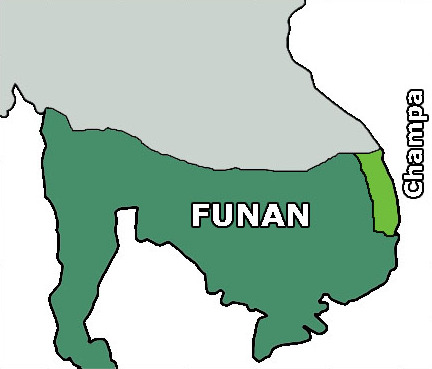
Il regno di Funan

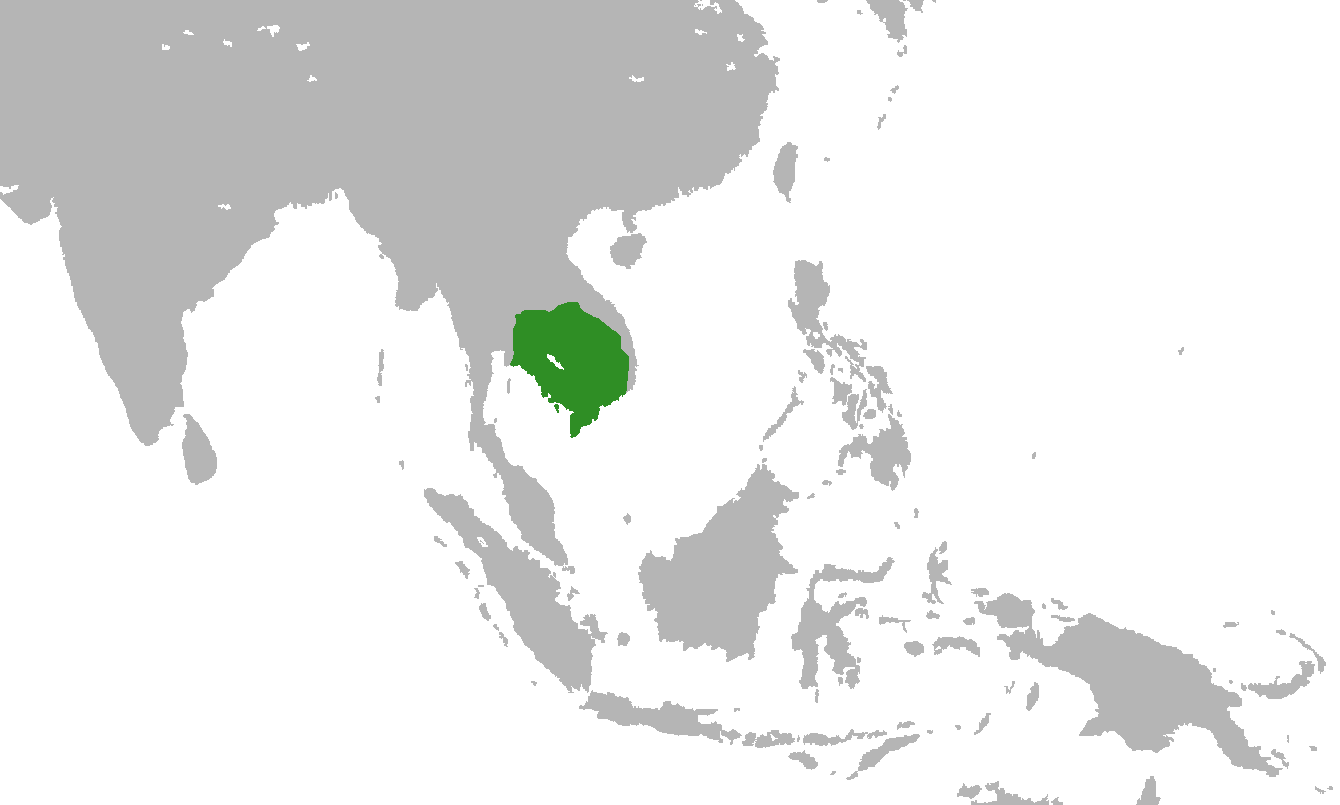
Il regno di Chenla

Il primo regno a sorgere nell'area indocinese fu il regno del Funan, presso il Delta del Mekong; la sua capitale è stata ritenuta per molto tempo Óc Eo, ma probabilmente questo sito era solo uno dei suoi centri più importanti. L'area era adatta alla pesca e alla coltivazione del riso, che divenne la base dell'economia del regno. Il regno doveva la sua prosperità al commercio e alla sua posizione nodale per il commercio via mare tra India e Cina; reperti testimoniano che il regno era in contatto anche con la Persia e l'Occidente (sono state trovate monete raffiguranti Antonino Pio e Marco Aurelio, oltre a monili di origine alessandrina). È proprio grazie al commercio con l'India che si deve la diffusione dell'arte e della religione indiana nel regno e probabilmente delle tecniche di irrigazione indiane; una seconda "indianizzazione" è attestata nel V secolo, in cui l'élite culturale indianizzata, la corte, la struttura e l'ordinamento politico fu ispirato ai modelli indiani, la lingua largamente più utilizzata era il sanscrito, furono adottate le Leggi di Manu e fu introdotto un alfabeto basato sulla scrittura indiana.
Al suo apice, il Funan esercitava il controllo sul tratto basso del Mekong, il Tonle Sap e piccole aree nel Nord della Cambogia attuale, del Sud del Laos, del Sud della Thailandia e del nord della penisola malese. Nel VI secolo, mentre la capitale fu spostata più a nord, ad Angkor Borei, sull'altopiano di Phnom Dà, le città thai assunsero sempre più potere nel commercio contribuendo, insieme alle guerre civili e ai contrasti dinastici, al declino del regno del Funan che venne assoggettato dal regno di Chenla, un regno a nord del Funan. Secondo le cronache cinesi del periodo, il regno di Chenla era stato un regno vassallo del Funan fin quando il suo sovrano non si ribellò dopo che i suoi predecessori avevano accresciuto la potenza del regno. La rivolta del Chenla fu guidata da due fratelli: Bhavavarman e Chitrasena. Nonostante le fonti che affermano che l'ultimo re del Funan morì nel 550, si pensa che il regno non fu assoggettato del tutto fino alla metà del secolo successivo, poiché in quest'ultimo periodo risulta che il Funan continuasse a inviare ambascerie in Cina.
Durante il regno di Bhavavarman, l'esercito di Chenla — comandato da Chitrasena — fu impegnato in continui scontri con i regni vicini poiché questi non l'avevano riconosciuto ufficialmente. La completa inglobazione del Funan nel regno di Chenla si completò nel 627 grazie al sovrano Isanavarman, figlio di Chitrasena - che aveva regnato dopo il fratello col nome di Mahendravarman. In seguito Isanavarman conquistò il regno limitrofo di Aninditapura — situato nella valle del fiume Stung Sen — e fondò sul fiume una nuova capitale: Isanapura. Come il Funan, anche il Chenla era composto da un popolo di etnia khmer. La nuova élite regnante si integrò a quella del Funan; le istituzioni, la politica e la cultura indianizzata fu mantenuta. Lo sfascio del regno di Chenla trova le sue cause nel regno di Jayavarman I. Il sovrano conquistò le regioni del Laos settentrionale e centrale senza però mai pacificare completamente queste zone e durante il suo regno alcune regioni presero una certa autonomia per mano di signori locali. Jayavarman non lasciò eredi maschi e dopo il suo regno il Chenla entrò progressivamente in crisi fino allo sfascio.

### Impero Khmer

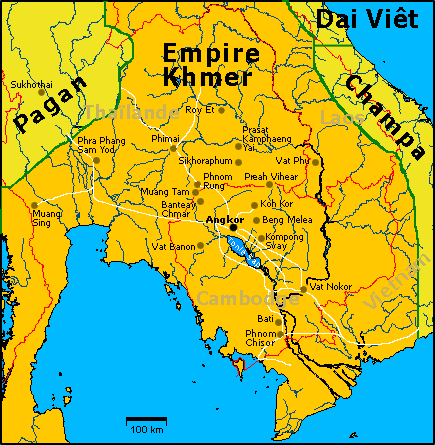
Cartina dell'Impero Khmer

Nell'VIII secolo le dispute tra fazioni interne alla corte portarono alla scissione del regno in Alto e Basso Chēn-la; quest'ultimo subì un costante periodo di instabilità, il re fu ucciso da un monarca di Giava e dal seguente conflitto ascese al trono Jayavarman II, che segnò la fine della sottomissione degli khmer da parte di Java e la nascita di uno stato khmer autonomo conosciuto allora come "Angkor".
Jayavarman II si fece consacrare "sovrano universale"; le sue azioni da re e quelle di tutti gli altri sovrani khmer ci sono note grazie alle iscrizioni murarie incise nella pietra. La seconda figura di rilievo nella storia del regno è Indravarman I (il cui regno va dall'877 all'889): è a lui che si deve la realizzazione del grande bacino di Lolei, sul fiume Roluos; quest'ultima fu un'opera importantissima, frutto dell'unione delle tecniche Funan e Chēn-la, che permetteva di raccogliere l'acqua del fiume e delle piogge e quindi di irrigare i campi indipendentemente dal regime del fiume o dalla stagione. Il sistema di bacini che si creò aveva però bisogno di continua manutenzione e vigilanza, possibile solo con la presenza di un potere centrale forte e di una buona organizzazione amministrativa. Indravarman inoltre, facendo costruire un tempio in onore agli antenati di Preah Ko e il tempio-montagna di Bakong, il primo tempio-montagna nella storia del regno, ha dato inizio a un ritmo di costruzione continuato da tutti i suoi successori: ogni sovrano infatti costruirà durante il suo regno un tempio degli antenati e un tempio-montagna.
L'evoluzione architettonica arriva al suo apice nel XII secolo con la costruzione di Angkor Wat da parte del re Suryavarman II, sovrano celebrato per le sue vittorie, soprattutto sul Champa, e fervente visnuita. I sovrani khmer sono prevalentemente shivaisti; il primo re buddista fu Dharanindravarman, a cui succede il figlio Jayavarman VII, che edifica una rete di ospedali e di stazioni di sosta e templi di chiaro culto Mahayana. È durante il regno di questo sovrano che l'impero raggiunge l'apice politico e culturale, controllando la maggior parte dell'area del Sud-est asiatico: parte dell'odierno Vietnam, Laos, Thailandia, Myanmar e penisola malese, inoltre il regno riceveva tributi da piccoli regni del Nord, dell'Est e dell'Ovest.
Seguirà il lento declino del regno e il potenziamento dell'emergente regno thai. Alla sua morte vi è una violenta reazione dei brahmini che porterà alla distruzione di molte immagini di culto buddista; fra la popolazione andava invece diffondendosi il Buddismo theravāda. Per molteplici cause ancora da approfondire, si verificò un indebolimento del potere centrale; di conseguenza il sistema di irrigazione saltò. Approfittarono della situazione i Thai, che per ben tre volte conquistarono e distrussero Angkor (nel 1335, nel 1353 e nel 1431). Alla terza distruzione di Angkor il centro politico si sposterà a sud, negli antichi territori dove si trovava il regno di Chēn-la.
Dalla metà del XV secolo fino alla dominazione francese nel 1863, il regno khmer attraversò un periodo di stagnazione economica, sociale e politica e passò sempre più sotto l'influenza dei regni vicini di Thailandia e Vietnam; questi quattro secoli di declino sono chiamati dagli storici "anni bui" ("dark ages").

### Età moderna
Nei due secoli precedenti la conquista coloniale francese, la Cambogia fu sotto l'influenza degli stati vicini, ovvero Vietnam, regno Thai, Malesia e Cham. Esse esercitavano la loro influenza sulla Cambogia aiutando una fazione a prendere il potere sugli avversari, che si rivolgevano a loro volta verso gli altri stati in cerca di supporto. Dall'inizio del XVIII secolo i paesi che determinarono le lotte interne al paese per il potere furono Vietnam e il regno Thai; chiunque regnasse in Cambogia lo poteva fare solo con l'appoggio o siamese o vietnamita. In cambio del loro supporto nelle varie lotte per il trono cambogiano i sovrani di queste due nazioni ricevevano donazioni territoriali. Durante questo periodo di influenze straniere vi furono sporadiche rivolte popolari contro i Thai e specialmente i Viet, ma mai nessun leader o re cambogiano lottò contro entrambi gli invasori allo stesso tempo. Infatti se una forza si ribellava al comando della fazione dominante lo faceva con l'appoggio dello Stato tra quello Thai e Viet che già non appoggiava il sovrano al comando.
In questo periodo non ci furono mai incurisioni cambogiane in territorio siamese o vietnamita. Dal 1794 al 1806, mentre il Vietnam era impegnato nella fase finale della guerra civile, la Cambogia fu principalmente sotto l'influenza dei re Thai. Dal 1806 al 1814 la Cambogia aveva un rapporto di doppia fedeltà con Thailandia e Vietnam, tra cui il primo era predominante, mentre dal 1814 al 1830 predominante fu il Vietnam rispetto al regno Thai. Avendo supportato l'incoronazione di Nak Ong Chan nel 1813, il Vietnam fece della Cambogia un protettorato. Dopo il 1830 l'influenza vietnamita aumentò e alla morte di Nak Ong Chan alla fine del 1834 la Cambogia divenne una regione del Vietnam sotto il controllo diretto dell'imperatore vietnamita nel periodo compreso tra 1835 e 1845. Il Vietnam cercò di cambiare la cultura cambogiana per imporre la propria: tentò di cambiare la lingua, i vestiti, l'agricoltura e la religione, cercando d'imporre il Buddismo Mahayana sino-vietnamita al posto del Buddismo Theravada cambogiano.

### Dominazione francese

Bandiera dell'Indocina francese

La dominazione francese ha inizio nel 1863: in quell'anno la Francia accetta l'invito del re cambogiano di fare della Cambogia un protettorato così da fermare lo smembramento del paese da parte dei Thai e dei Vietnamiti. Per i successivi 90 anni la Cambogia fu praticamente sotto il controllo della Francia che, tuttavia, mantenne indisturbati il Buddismo, le istituzioni, tra cui la monarchia, e i ritmi della vita rurale e inoltre sviluppò gradualmente una pubblica amministrazione sulla traccia di quella francese. L'amministrazione francese trascurò l'educazione, ma in compenso costruì strade, ponti, strutture portuali e altre opere pubbliche; inoltre restaurarono il complesso di Angkor e ne decifrarono le scritture.
L'amministrazione francese investì relativamente poco in Cambogia rispetto al Vietnam, comunque svilupparono la coltura degli alberi della gomma nella Cambogia orientale e sotto il loro controllo il regno esportò quantità abbastanza grandi di riso. Con un trattato tra il governatore francese della Cocincina e il re Norodom nel giugno 1884 fu abolita la schiavitù, ci fu l'istituzione di terre a proprietà privata e l'establishment dei résident nelle città di provincia; le élite locali si ribellarono alla firma del trattato, soprattutto per l'abolizione della schiavitù, ma furono debellate.

La Cambogia come parte dell'Indocina francese

Negli anni 1930 la Francia cominciò a spendere di più per l'educazione in Cambogia; ciò portò a importanti cambiamenti sociali nella capitale Phnom Penh. Fece infatti la sua comparsa una nuova élite cambogiana educata nelle scuole francesi che negli ultimi anni del decennio continuò a crescere e a promuovere l'indipendenza della Cambogia. Nel 1936 uscì il primo numero del Nagaravatta, il primo giornale in lingua khmer contraddistinto da un forte spirito nazionalistico e indipendentistico.
Durante la seconda guerra mondiale, i giapponesi invasero l'Indocina Francese, col consenso temporaneo del regime di Vichy. Nel 1941 morì il re cambogiano Sisowath Monivong; al suo posto i francesi fecero re il suo nipote diciottenne Norodom Sihanouk. Egli era ritenuto il più adatto dai francesi a causa della sua giovane età, la mancanza di esperienza e la sua malleabilità. Nel novembre 1942 a seguito dell'invasione tedesca della Francia di Vichy, i giapponesi estromisero i francesi anche dall'amministrazione politica, occupando quindi esplicitamente il paese.
Il 9 marzo 1945, negli ultimi mesi della guerra, nel tentativo di convincere la popolazione favorevole al Giappone, quest'ultimo sciolse l'amministrazione coloniale francese e spinse il paese a dichiarare la sua indipendenza dentro la "Grande area di prosperità dell'Asia orientale"; il 13 marzo il re Norodom Sihanouk dichiarò l'indipendenza della "Kâmpŭchea"; il 15 agosto 1945, il giorno della resa giapponese, fu fondato un nuovo governo con Son Ngoc Thanh primo ministro; in ottobre una forza alleata occupò Phnom Penh e arrestò Thanh per collaborazione con i giapponesi e lo trasferirono in Francia agli arresti domiciliari; i suoi sostenitori si trasferirono nel Nord-Ovest del paese, allora ancora sotto il controllo thailandese, e con il sostegno di questi ultimi costituirono la fazione degli Khmer Issarak.
La Francia di De Gaulle voleva ripristinare l'Indocina francese, sebbene avessero offerto alla Cambogia e ad altri paesi del Sud-est asiatico una limitata forma di auto-governo, ma né la popolazione urbana né quella comune era attratta da questo accordo. Il re Sihanouk era in una situazione delicata, impegnato a negoziare con la Francia, a difendersi dalle accuse di collaborazionismo con i francesi da parte degli Khmer Issarak e dei Viet Minh e a confrontarsi continuamente con i democratici, che gli si opponevano in tutto.
Alla fine del 1948 Sihanouk concluse un accordo con la Francia e ottenne un'indipendenza parziale della Cambogia; nel 1951 invece, nel tentativo di ottenere approvazione dal popolo, chiese e ottenne il rilascio di Son Ngoc Thanh, che poi fuggì per unirsi agli Khmer Issarak. Nel giugno 1952 Sihanouk abdicò, sospese la costituzione, sciolse l'Assemblea nazionale, assunse la carica di primo ministro, proclamò re suo padre, Norodom Suramarit, e mise in vigore la legge marziale, governando direttamente il paese per 3 anni fino al febbraio 1955.
Nel frattempo, nel marzo del 1953 Sihanouk si recò in Francia per trattare l'indipendenza totale della Cambogia, altrimenti il favore del popolo sarebbe andato a Son Ngoc Thanh e agli Khmer Issarak; non avendo ottenuto nulla, denunciò la triste situazione della Cambogia ai media internazionali, dichiarando di restare in esilio finché la Francia non avesse garantito l'indipendenza del paese e non avesse compiuto quella che lui chiamava "crociata monarchica per l'indipendenza"; si ritirò quindi prima a Bangkok, poi nella zona militare autonoma comandata dal colonnello Lon Nol, presso la propria villa ad Angkor, organizzando la resistenza contro la Francia se questa non avesse concesso l'indipendenza.

### Il governo di Norodom Sihanouk
La Francia avrebbe potuto sostituire Norodom Sihanouk con un'altra figura più malleabile, ma, essendo l'esercito francese in difficoltà in tutta l'Indocina, il governo francese stesso concesse l'indipendenza a Cambogia, Laos e Vietnam. Norodom Sihanouk fece ritorno a Phnom Penh accolto in trionfo come un eroe; il giorno dell'indipendenza fu fissato al 9 novembre 1953. Le fazioni non comuniste degli Khmer Issarak si unirono al nuovo governo, ma i comunisti Viet Minh attraversarono il confine cambogiano; le forze reali li fronteggiarono, ma non riuscirono a farli ritirare completamente. Gli accordi di Ginevra stabilirono il ritiro delle truppe francesi e Viet Minh dal territorio cambogiano e che la Cambogia avesse un atteggiamento neutrale, garantendo di non chiedere aiuto militare esterno, a meno di minacce alla propria sicurezza.
L'obiettivo di Sihanouk era quello di battere i democratici e per farlo fondò un nuovo partito: il "Sangkum Reastr Niyum", o "Sangkum", che dominò la scena politica cambogiana fino al colpo di Stato del generale Lon Nol del 1970. In politica estera, Sihanouk si mantenne non allineato.
Dalla metà degli anni 1960 la situazione per Sihanouk peggiorò. La guerra del Vietnam si allargò alle zone confinanti di Laos e Cambogia. Le forze Nord Vietnamite e i Viet Cong presero man mano il controllo di ampie zone del paese, utilizzandole come basi logistiche per gli attacchi al Vietnam del Sud, e statunitensi e sudvietnamiti reagivano con incursioni e bombardamenti. Sihanouk cercò di mantenere un equilibrio ormai minato, rinunciando agli aiuti militari americani e protestando contro le operazioni militari nordvietnamite. Dal 1966 al 1969 vi furono violenti focolai di insurrezione a carattere comunista che vennero repressi duramente e con difficoltà.
Durante una prolungata assenza di Sihanouk, che dopo le ormai consuete vacanze in Francia si era recato a Mosca e Pechino, il 18 marzo 1970 l'Assemblea nazionale votò all'unanimità la deposizione da capo dello Stato di Sihanouk e affidò poteri d'emergenza al primo ministro Lon Nol, sostenuto dall'istruita classe media di Phnom Penh, ma avversato dalla popolazione rurale, ancora fedele a Sihanouk e incoraggiata da quest'ultimo a resistere all'usurpatore. Non ci sono prove di un coinvolgimento degli Stati Uniti nel colpo di Stato di Lon Nol, ma ci sono ragioni per cui alcuni elementi del personale dell'intelligence militare americano potrebbero aver appoggiato la presa del potere da parte di Lon Nol. Nella corrispondenza diplomatica si possono trovare elementi che suggeriscono un ruolo americano nel colpo di Stato o almeno una preconoscenza americana. Il nuovo governo era gradito all'esecutivo Nixon, che però si mosse in ritardo in suo aiuto, dubitando fosse realmente in grado di arginare le attività nordvietnamite.

### Coinvolgimento nel conflitto vietnamita e regime degli Khmer Rossi

Bandiera della Kampuchea Democratica

Da Pechino, Sihanouk formò il Fronte Nazionale Unito Khmer ("FUNK") che si alleò con gli Khmer rossi di Pol Pot, alleati a loro volta dei Viet Cong; essendo i Viet Cong in guerra con gli Stati Uniti, la Cambogia venne coinvolta nel conflitto vietnamita; l'aviazione statunitense bombardò vaste zone del paese, uccidendo un numero imprecisato di persone; le stime vanno dai 30 000 ai 500 000 morti. Quando Vietnam del Nord e Stati Uniti firmarono gli Accordi di pace di Parigi nel 1973, gli Khmer Rossi non parteciparono al trattato e perciò lo scontro con gli Stati Uniti continuò. Il 17 aprile 1975, nonostante gli aiuti statunitensi a Lon Nol, gli Khmer Rossi presero Phnom Penh.
Gli Khmer Rossi vinsero per varie ragioni. Il supporto continuo della Cina e del Vietnam del Nord, al contrario di quello statunitense verso Lon Nol, che diminuì con il tempo; la corruzione dei leader politici e militari della repubblica di Lon Nol; la risolutezza e la disciplina delle truppe khmer rosse; l'attrazione per la visione degli Khmer Rossi di una nuova società che portò un nucleo di seguaci dediti alla causa; l'apporto di Norodom Sihanouk, che isolò diplomaticamente la repubblica di Lon Nol e la cui figura portò popolarità al fronte di liberazione nazionale promosso dal sovrano e di cui gli Khmer Rossi presero il controllo.
Le truppe comuniste entrarono nella città acclamate dalla popolazione, che vedeva nella loro vittoria la fine della guerra e della fame patita dai cittadini della capitale, che si era riempita di profughi durante il conflitto. Anche chi era anticomunista pensava che la pace avrebbe comunque migliorato la propria vita. Gli Khmer Rossi cominciarono subito la persecuzione di chiunque fosse stato legato al governo di Lon Nol e all'esercito. Cominciò anche un esodo forzato dei civili verso le campagne. In questo modo si intendeva imporre la creazione immediata di una società comunista basata sull'agricoltura, secondo ideali di socialismo agrario espressi già ad esempio nella tesi di laurea di Khieu Samphan nel 1959. Persino dottori, avvocati e chiunque avesse una laurea o un titolo di studio superiore, fu forzatamente allontanato dalle città e utilizzato come mano d'opera nei campi, rinchiuso in "campi di rieducazione" o ucciso (non infrequentemente dopo essere stato costretto a uccidere altri compagni di prigionia) in quanto secondo quell'ideologia, il paese doveva essere costituito da persone uguali dedite solo all'agricoltura. Le truppe affermavano che l'ordine di evacuazione veniva dall'Angkar, la leadership degli Khmer Rossi, entità astratta per gli stessi combattenti comunisti. Lon Nol e i diplomatici statunitensi abbandonarono il paese; gli appartenenti ai ranghi più alti della burocrazia e dell'esercito di Lon Nol vennero uccisi.
Ebbe così inizio un periodo di terrore generalizzato che durò 4 anni, fino alla conquista del paese da parte del Vietnam nel 1979; le stime del numero delle vittime del regime va dal milione e 200 000 morti del Dipartimento di Stato americano ai 2 milioni e 300 000 stimati da padre François Ponchaud. Gli Khmer Rossi chiamarono il nuovo stato "Kampuchea Democratica". La politica estera degli Khmer Rossi nell'area del Sud-est asiatico fu a carattere belligerante: all'inizio vi furono delle schermaglie con le truppe nordvietnamite, poi altri scontri si verificarono ai confini di Thailandia e Laos, con le truppe della Kampuchea impegnate a saccheggiare villaggi. Le truppe cambogiane procedettero a una serie di attacchi provocatori contro le truppe vietnamite per un periodo di 5 anni, arrivando al culmine nel biennio 1977-1978. Il comportamento degli Khmer Rossi non ebbe apparentemente senso: la Cambogia era inferiore militarmente al Vietnam, e lo stesso rapporto di inferiorità vi era tra i rispettivi alleati Cina e Unione Sovietica.
All'origine degli attacchi degli Khmer Rossi contro il Vietnam vi sarebbero stati secondo lo storico Stephen J. Morris il risentimento cambogiano rispetto al vicino più forte e il reciproco disprezzo che è sempre esistito tra le élite politiche dei due paesi. Inoltre la nuova visione ideologica rivoluzionaria degli Khmer Rossi li portò a voler dimostrare di essere più forti e avanzati "ideologicamente" del nemico, fattore che avrebbe dovuto permettere alla Cambogia di vincere anche un paese militarmente più forte come il Vietnam. Non bisogna inoltre dimenticare che sulle coste meridionali del Vietnam vive la minoranza dei Khmer krom, che il regime cambogiano voleva ricongiungere alla nazione. Tuttavia, il netto fallimento dell'esercito cambogiano portò delusione e paranoia tra i leader Khmer Rossi, che si convinsero che la loro situazione disperata fosse dovuta a traditori interni, i quali dovevano essere distrutti. Il 7 gennaio 1979 Phnom Penh cede all'avanzata dell'esercito vietnamita; Pol Pot e gli altri gerarchi Khmer Rossi radunarono gli uomini, effettuando una nuova chiamata alle armi e continuando il conflitto nella zona nord e ovest della Cambogia, lasciando il paese ancora per molti anni in uno stato di insicurezza.

### La Repubblica Popolare di Kampuchea e il ripristino del Regno di Cambogia
Dopo la cacciata dal potere degli Khmer Rossi, il 10 gennaio 1979 il Vietnam mise Heng Samrin a capo della neonata Repubblica Popolare di Kampuchea, suo Stato satellite. L'occupazione vietnamita del paese durò fino al settembre 1989, ma essa trovò resistenza; le truppe del regime di Heng Samrin furono afflitte da una vasta diserzione e dal morale basso; il resto delle truppe Khmer Rossi elusero l'esercito vietnamita e si rifugiarono nelle regioni di confine. Il ritiro delle truppe vietnamite ebbe inizio nel 1986 e finì nel settembre 1989. Le successive trattative di pace stabilirono il ritiro completo delle truppe vietnamite dal suolo cambogiano, l'intervento delle Nazioni Unite a controllare il cessate il fuoco e la presa di contromisure verso gli Khmer Rossi. Sotto l'egida dell'ONU si svolsero nel marzo 1993 le elezioni e parteciparono al voto più di 4 milioni di persone (ovvero più del 90% degli aventi diritto di voto) nonostante le forze degli Khmer Rossi cercassero di impedire alla popolazione di andare a votare. Il 24 settembre 1993 fu promulgata la nuova costituzione che faceva della Cambogia una monarchia costituzionale a struttura multipartitica e di Norodom Sihanouk il re. Nel 1997 gran parte dei guerriglieri Khmer Rossi accettarono l'amnistia e deposero le armi, ponendo fine a trent'anni di guerra civile.
Nel 2004 Norodom Sihanouk ha abdicato per problemi di salute. Il Concilio reale del trono il 14 ottobre ha nominato nuovo re all'unanimità Norodom Sihamoni, uno dei figli di Sihanouk, che è stato incoronato il 29 ottobre di quell'anno.

## Geografia

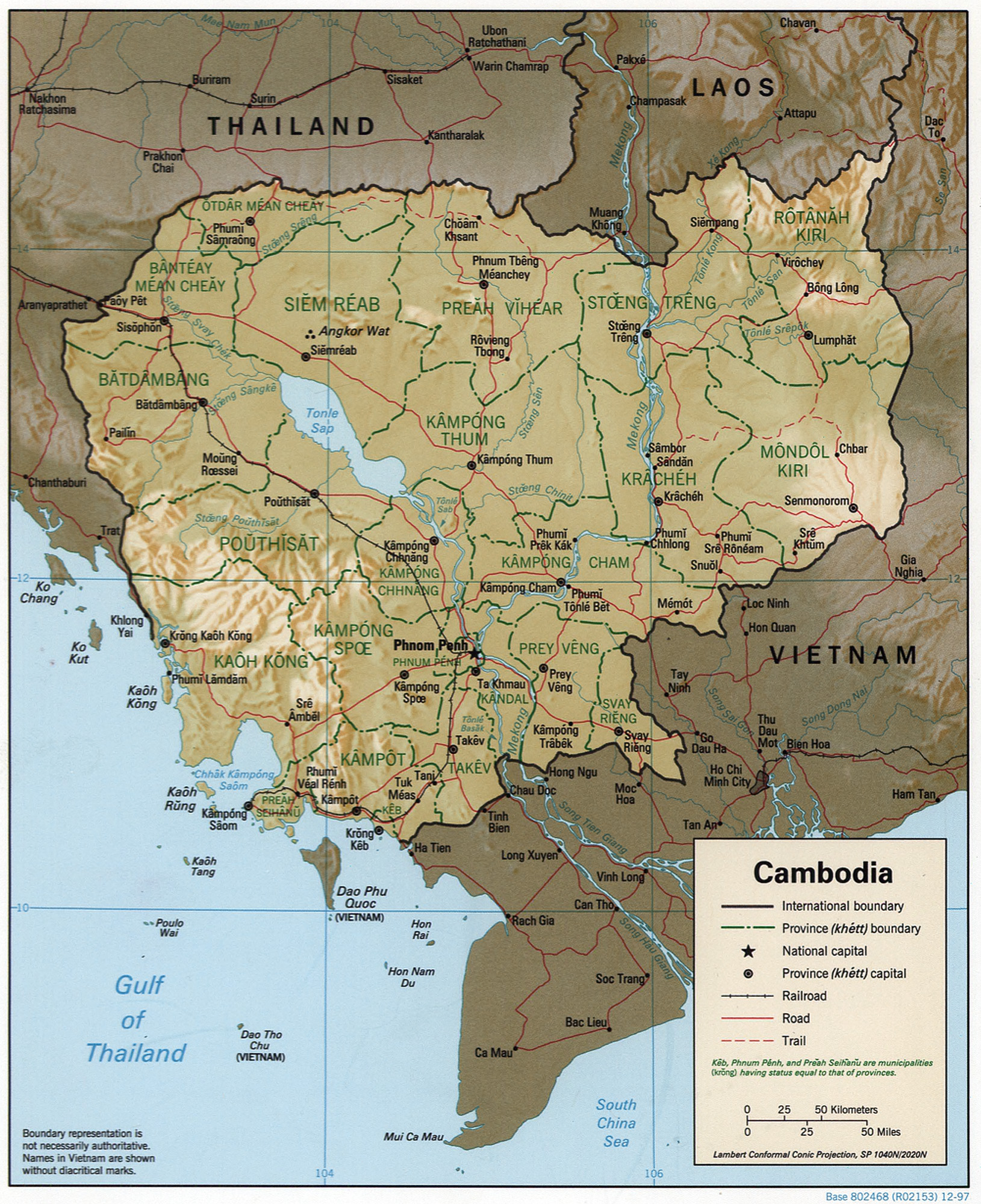
Cartina dettagliata della Cambogia

La Cambogia ha una superficie di 181.035 km² e si trova nella porzione sud-orientale dell'Indocina. Fisicamente corrisponde al basso bacino del Mekong e alla depressione del Tonle Sap, una vasta regione di colmamento fluviale delimitata verso la Thailandia e verso il golfo del Siam da bassorilievi, ovvero i Monti Dângrêk e i Monti dei Cardamomi, mentre a est le ultimi propaggini della Catena Annamita lo separano dal Mar Cinese Meridionale. La vetta più elevata, con i suoi 1.813 metri, è il Phnom Aural, che fa parte dei Cardamomi.
La Cambogia confina a nord-ovest con la Thailandia per circa 800 km, a nord con il Laos per circa 541 km e a est con il Vietnam per oltre 1.200 km; ha inoltre 443 km di costa sul golfo del Siam, nel Sud del paese. Il confine dello Stato comprende per la maggior parte i bacini idrografici dei fiumi nazionali, con l'eccezione del confine orientale col Vietnam, non stabilito secondo criteri geografici ma secondo le vicende politiche che si sono verificate fin dal periodo coloniale. I rapporti tra i due Paesi hanno attraversato momenti di aperta tensione, i governi hanno comunque affrontato la questione confinaria formando commissioni di studio e siglando trattati diplomatici già nei primi anni ottanta, quando fu instaurato il regime filo-vietnamita della Repubblica Popolare di Kampuchea. Facendo seguito agli accordi dell'ottobre 2005 (basati su un trattato del dicembre 1985), causa di un forte dissidio interno con l'opposizione, che ha accusato Hun Sen di essersi piegato agli interessi vietnamiti, nel 2007 si è iniziata una vasta operazione di posa di segnali confinari. La conclusione dei lavori era prevista per il 2012.

### Geologia
Il territorio della Cambogia si può dividere geologicamente in due sezioni: la bassa pianura centrale e gli altopiani periferici.
L'ampia regione pianeggiante, che occupa buona parte del paese, è stata creata dal Mekong, il cui corso è stato orientato dalla geomorfologia del territorio, caratterizzata appunto dall'esistenza in origine di un'ampia sinclinale.
Nei rilievi che circondano la pianura affiorano le antiche formazioni paleozoiche, sovrastate da lembi di terreni del Mesozoico, che costituiscono i resti delle depositazioni sedimentarie accumulatesi quando la depressione cambogiana era occupata dal mare. In particolare, i Cardamomi e i Dângrêk fanno parte del più antico zoccolo paleozoico dell'Indocina; la catena del Khorat è composta di roccia arenaria; gli altopiani del Moi sono costituiti da un basamento molto antico.

### Morfologia
La Cambogia è una regione prevalentemente pianeggiante, con circa il 75% del territorio che si trova a meno di 100 m s.l.m., e presenta catene montuose relativamente basse. La pianura alluvionale centrale presenta colline sinuose, mentre nella zona al di sotto di Phnom Penh la pianura diventa pianeggiante.
La caratteristica è la depressione lacustre del lago Tonle Sap; quest'ampia pianura, densamente popolata, è in gran parte coperta da coltivazioni di riso. Complessivamente la pianura centrale occupa i ¾ dell'intero territorio cambogiano ed è alta pochi metri sul livello del mare e depressa al centro in corrispondenza del lago Tonle Sap. La pianura è totalmente drenata dal Mekong ma, causa il pendio troppo lieve, il drenaggio si effettua con difficoltà, per cui essa è soggetta una volta l'anno a inondazione.
Il resto del paese è costituito dagli altopiani che circondano la pianura centrale. A sud-ovest si trova un territorio montuoso formato dalle due catene dei Cardamomi (che culminano a 1.813 m) e dei monti dell'Elefante, che fanno da barriera tra il bassopiano della pianura centrale e la zona costiera. Al confine settentrionale con la Thailandia si trovano i monti Dângrêk (altezza media di 500 metri). A nord si trova anche una scarpata composta di arenaria del Khorat (alta dai 150 ai 400 m), sempre nella sezione settentrionale verso il confine thailandese. A est si trovano gli altopiani del Moi che raggiungono i 1.200 metri. Nella punta nord-orientale del paese si trova un'altra regione montagnosa formata dagli altopiani orientali e che raggiunge i 900 metri.

### Idrografia

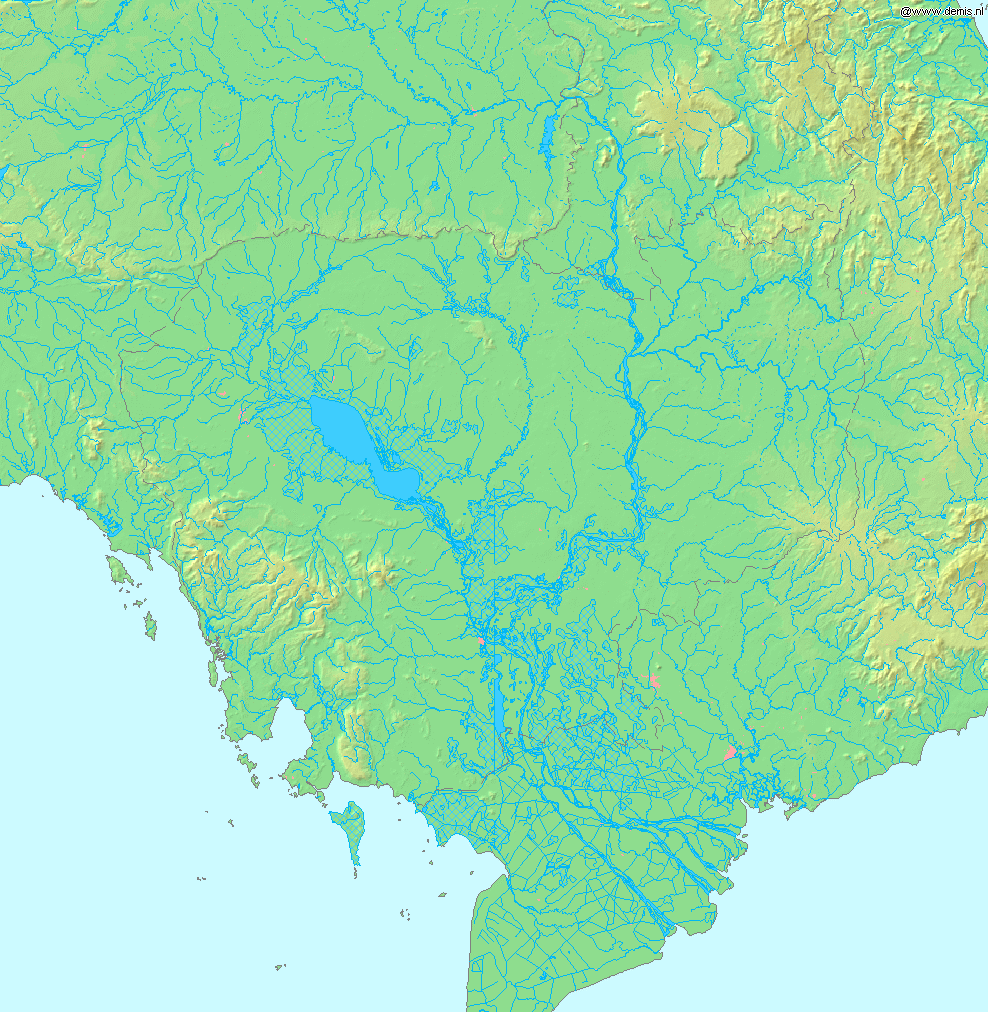
Cartina fisica della Cambogia

L'idrografia cambogiana si riduce in pratica al Mekong, uno dei fiumi più lunghi dell'Asia con i suoi 4.500 km e il 7º più grande al mondo. Esso drena il bacino di alimentazione interamente soggetto al ritmo monsonico. Il suo regime è molto ineguale: nella stagione secca la portata è di 15.000 m³ al secondo, mentre nella piena annuale (giugno-febbraio con picco in ottobre) di 60.000 m³ al secondo all'altezza di Phnom Penh. Il livello del fiume si alza di 12 metri al di sopra del livello di magra, provocando l'inondazione di tutta la conca cambogiana. Il deflusso delle acque è maggiore di quanto possano smaltire i bracci del delta e perciò viene smaltito da un altro braccio del Mekong, Tonle Sap, che sfocia nel Tonle Sap; il lago, che ha una superficie nella stagione secca di appena 250 km², raggiunge quindi i 10.000 km² di estensione e una profondità massima i 15 metri.
La lenta crescita delle acque prosegue per tutta l'estate e il rientro nei limiti normali termina durante l'inverno, lasciando allo scoperto grandi quantità di limo. Il Mekong nasce in Tibet, passa in Laos e quindi entra in Cambogia formando delle rapide tra le più vaste al mondo (circa 9 chilometri; ne riformerà altre a nord-est di Phnom Penh); da qui diventa navigabile. Il Mekong scorre per 315 chilometri in Cambogia per poi dividersi in due braccia: il Bassac e il Mekong vero e proprio. Quindi si divide in numerosi tributari formando un delta di 49,520 km2.
Nel Tonle Sap si pescano circa 80 000 tonnellate di pesce ogni anno, che insieme con la pesca nel golfo del Siam servono come alimento base della popolazione cambogiana. Il Tonle Sap, riserva della biosfera dell'UNESCO dal 1997, presenta gravi problemi di inquinamento dovuti ai fitofarmaci usati nelle risaie poste intorno al bacino, al carburante di vecchi modelli di barche ancora utilizzate e, in generale, all'aumento dell'inquinamento delle acque; inoltre sia la fauna ittica sia volatile sono in pericolo per la pesca e la caccia indiscriminata e la distruzione dell'habitat. Lungo le sue coste vi sono una sessantina di insediamenti costituiti da abitazioni, in parte su palafitte, in parte galleggianti; si possono trovare addirittura villaggi galleggianti con templi, moschee, negozi e ristoranti. Nell'antichità il Tonle Sap era la base del sostenimento di Angkor, l'antica capitale dell'Impero Khmer: esso forniva alla città cibo, acqua per l'irrigazione e limo; inoltre rappresentava l'"Oceano Sacro" della cosmologia induista.

### Clima

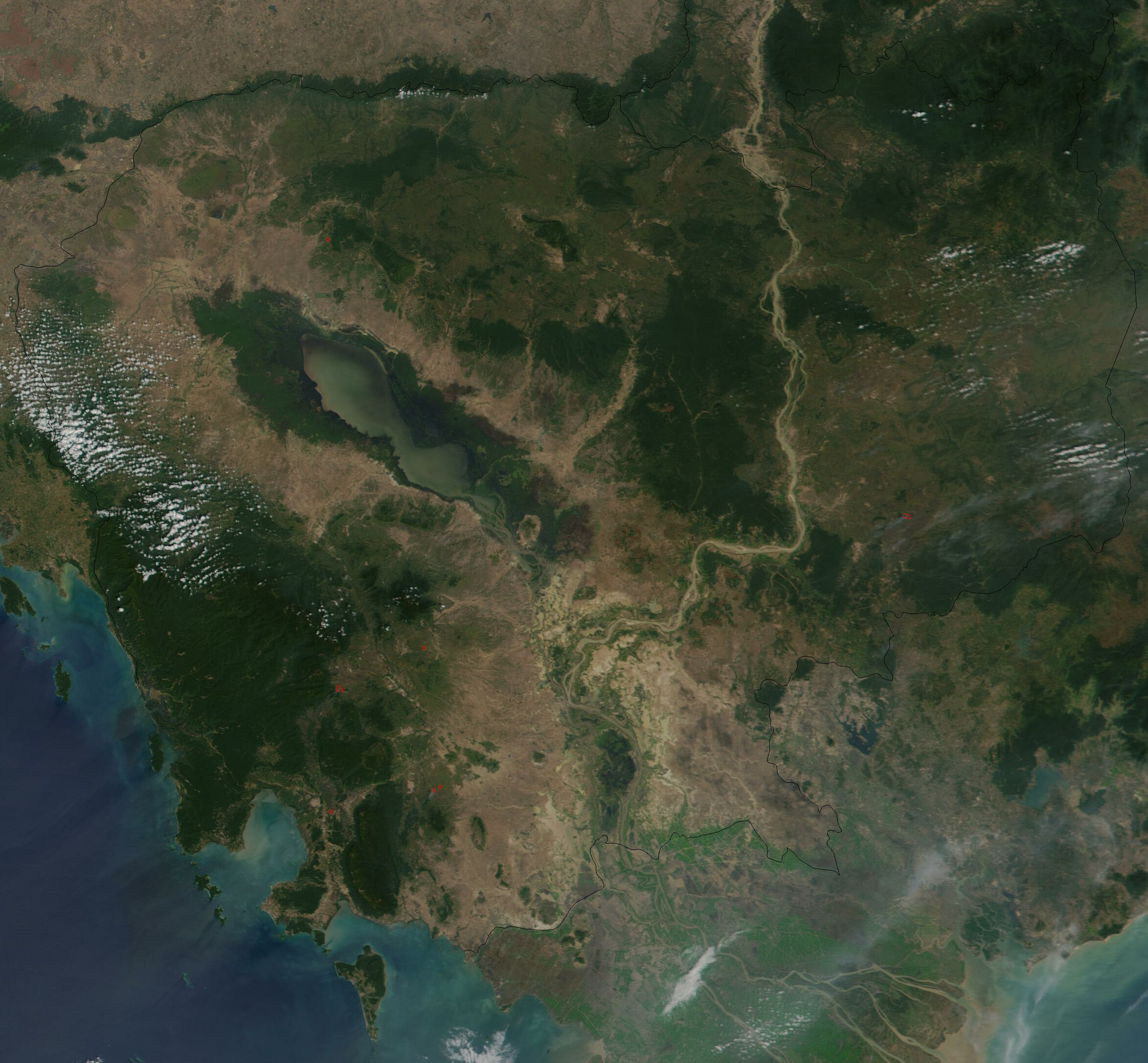
La Cambogia vista dal satellite

La Cambogia rientra nell'area monsonica, ma sul clima del paese influiscono alcuni fattori locali come la vicinanza all'equatore, che tende a prolungare il periodo piovoso, e la presenza periferica di alteterre che riparano alquanto la depressione centrale, dove si hanno valori pluviometrici moderati, inferiori a 1.500 mm annui (media annuale di Phnom Penh: 1125 mm). La stagione delle piogge va da maggio a ottobre (cielo coperto, temperature moderatamente elevate); il massimo delle precipitazioni si concentra in ottobre, quando cadono i 2/3 delle piogge. La stagione secca va da novembre a febbraio, con un minimo di precipitazioni in febbraio. Vi è bel tempo e temperature relativamente fresche, che tendono ad aumentare in misura notevole fino alla seconda metà di maggio in cui, avvicinandosi la stagione piovosa, si vanno facendo torride. Gli altopiani periferici hanno condizioni climatiche diverse: temperature più fresche e soprattutto un'umidità più diffusa e abbondante, con precipitazioni superiori ai 2.000 mm, e una stagione secca ridotta a 3 mesi. I Monti dei Cardamomi, direttamente esposti al monsone di sud-ovest, ricevono sui loro versanti marittimi precipitazioni superiori a 5.000 mm, tra i più alti valori della zona monsonica.
Di seguito un grafico delle precipitazioni e delle temperature medie a Phnom Penh:
| Mese                   | Gen | Feb  | Mar  | Apr  | Mag   | Giu   | Lug   | Ago   | Set   | Ott   | Nov   | Dic  | Anno   |
| ---------------------- | --- | ---- | ---- | ---- | ----- | ----- | ----- | ----- | ----- | ----- | ----- | ---- | ------ |
| Temperatura media (°C) | 26  | 27   | 29   | 30   | 29    | 29    | 28    | 28,5  | 28    | 27    | 27    | 26   | 27,87  |
| Piogge (mm)            | 7,6 | 10,2 | 35,6 | 78,2 | 144,8 | 147,2 | 152,4 | 154,2 | 226,1 | 251,5 | 139,7 | 43,2 | 1390,7 |

### Copertura vegetale e suoli agrari
Benché le foreste coprano ancora il 60% del suolo cambogiano, la copertura della foresta pluviale primaria è scesa drasticamente dal 73% del 1965 al 3,1% nel 2005; ciò è dovuto al disboscamento illegale e al rapido sviluppo del paese. Fiumi e paludi coprono il 3% della superficie del paese, mentre i territori coltivabili ne corrispondono al 20,5%, ma non tutti sono coltivati. Oltre il 70% del territorio cambogiano è coperto dalla grande giungla; la sua relativa conservazione si deve alla tenue espansione demografica del paese: si calcola infatti che solo il 10% della superficie della Cambogia sia effettivamente coltivato, mentre il resto è costituito da regioni del tutto disabitate. La foresta tropicale decidua o "giungla" ospita specie vegetali tipiche, come il teak, adatto a un clima in cui una stagione piovosa si alterna a una secca. Sui versanti dei Cardamomi si passa invece alla foresta sempreverde, dove però l'intervento dell'uomo praticante da secoli la coltura itinerante, ha causato una larga degradazione che lascia sempre più spazio alla savana. Infine nelle parti incolte della depressione cambogiana si estende la foresta paludosa. Nella maggior parte dei casi il suolo delle zone periferiche del paese sono lateritici, ovvero provenienti dalla decomposizione superficiale delle rocce: trattasi quindi di suoli poveri, che non hanno mai favorito l'insediamento agrario. Al contrario, i suoli di decomposizione basaltica che si estendono sugli altopiani del sud-est sono particolarmente fertili e si prestano alle piantagioni di albero della gomma. La regione vitale della Cambogia è la depressione del Tonle Sap dove si estendono i suoli alluvionali, arricchiti ogni anno dalle inondazioni.

## Società

### Evoluzione demografica

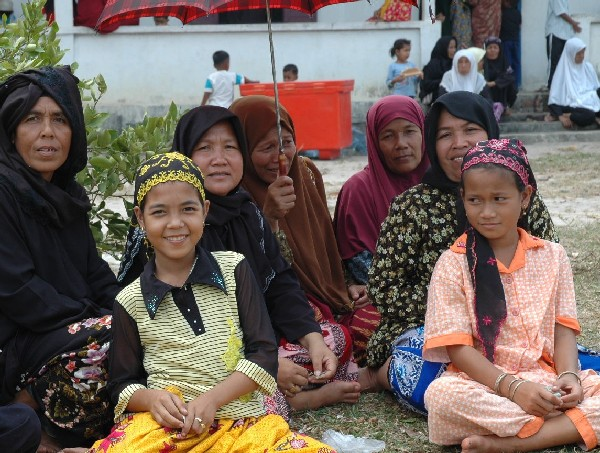
Musulmani di etnia Chăm

Andamento della popolazione della Cambogia dal 1950 al 2020

Il 90% della popolazione è di etnia khmer; le altre etnie minori sono Vietnamiti (5% della popolazione) e Cinesi (1%) più altre etnie tra cui le piccole tribù delle colline, i Lao e i Chăm (questi ultimi concentrati soprattutto nelle città e villaggi rurali e di pescatori situati sulle rive del Mekong o del Tonle Sap e nella provincia di Kampot) che compongono il restante 4% della popolazione.
I dati stimati del 2009 indicano che la speranza di vita media è di 64,27 anni per le donne e 60,03 anni per gli uomini mentre l'età media della popolazione è di 22,1 anni, in particolare 21,4 per gli uomini e 22,8 per le donne. Sempre secondo le stime del 2009 la media della mortalità infantile è di 54,79 morti su 1.000 nati, in particolare per i neonati maschi è 61,84 morti e per le femmine 47,42. Proprio la riduzione della mortalità infantile è uno degli obiettivi primari del governo cambogiano, che da 124 morti ogni 1.000 nascite nel 1998 è passato alle cifre attuali, ma la crisi economica del 2009 sta rendendo vani gli sforzi dello Stato poiché ha aumentato i prezzi degli alimenti causando un aumento della malnutrizione acuta tra i bambini al di sotto dei 5 anni.

### Religione

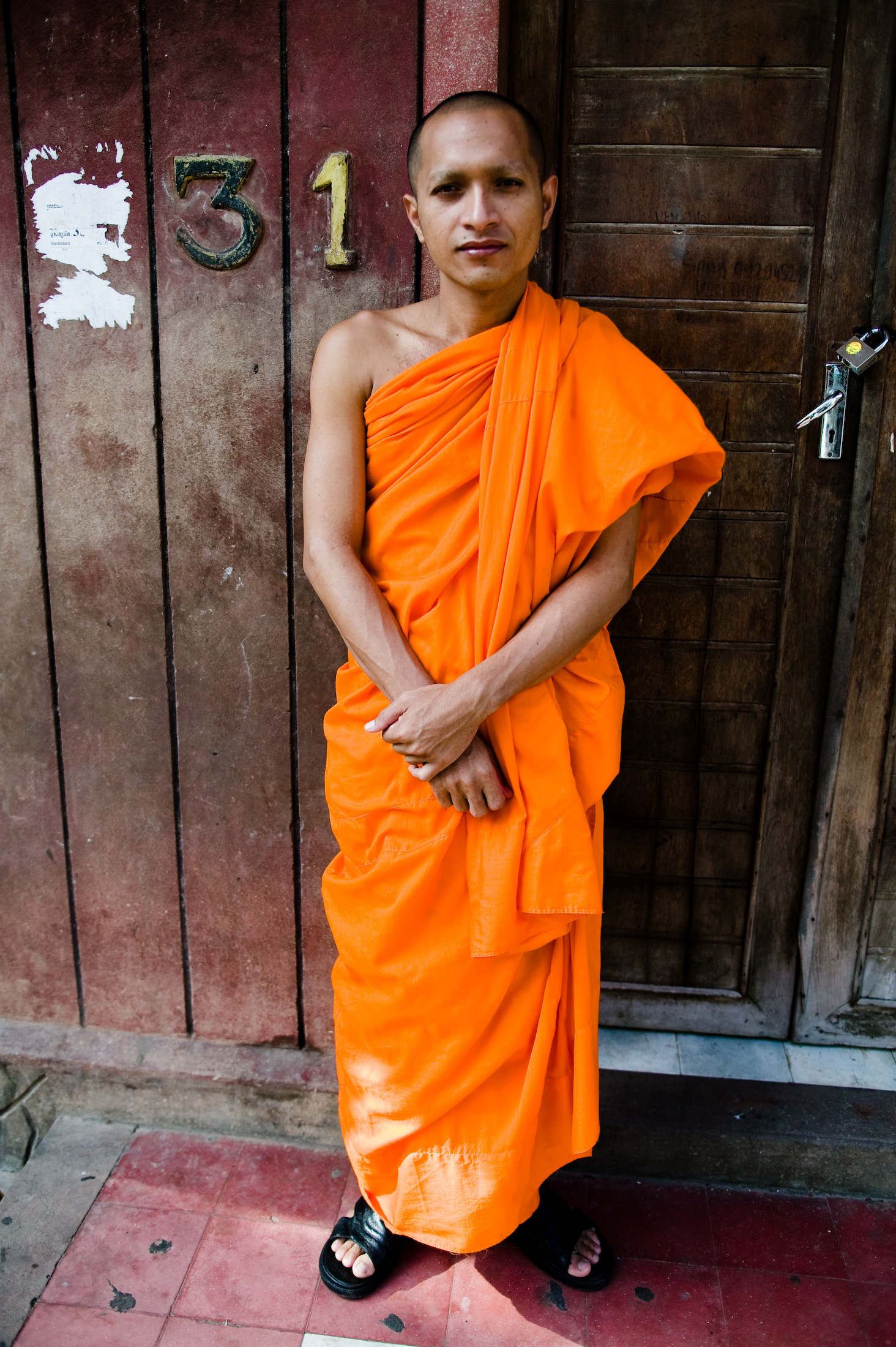
Un monaco buddista theravada

La religione di Stato è il Buddismo e il 93% della popolazione ne pratica la dottrina Theravada. La Costituzione cambogiana concede la libertà di religione e ne condanna la discriminazione; le relazioni amichevoli tra i vari culti nella società ne contribuiscono il mantenimento.
La radicata e antica tradizione buddista ha inoltre il merito di aver fatto sì che l'alfabetizzazione nel paese sia sempre stata relativamente elevata.
La tradizione Theravada è diffusa e radicata in tutte le province con ben 4.100 pagode diffuse in tutto il paese. Dato che la maggior parte dei cambogiani di etnia Khmer è buddista, c'è uno stretto legame tra Buddismo, tradizione e cultura khmer e vita quotidiana. L'aderenza al Buddismo è generalmente considerata intrinseca all'etnia e all'identità culturale del paese. Il ramo mahayana del Buddismo è praticato da 150.000 seguaci e ha 63 templi diffusi in tutto il paese.
La religione islamica è praticata in prevalenza dalle minoranze chăm e malesi. Secondo una stima del 2009 si tratta dell'1,6% della popolazione, circa 236.000 cambogiani, per l'80% circa cham. Secondo altre fonti i musulmani alla metà degli anni duemila erano circa mezzo milione, con 268 moschee attive. La persecuzione dei khmer rossi degli anni settanta li aveva grandemente ridotti, tanto che agli inizi degli anni novanta le moschee attive erano solo una ventina. Si tratta in grandissima maggioranza di sunniti.
La comunità cristiana rappresenta il 2% della popolazione. 
Per professare, le varie confessioni devono sottoporre la richiesta al Ministero degli Affari di Culto e Religione cambogiano.

### Lingue e dialetti
La lingua ufficiale è il khmer, parlato dal 95% della popolazione. Il francese è ancora parlato nelle aree urbane; l'inglese è divenuta nel frattempo la seconda lingua del paese. Entrambe le lingue erano considerate durante il regime di Pol Pot come segno di uno stile di vita corrotto e chiunque parlasse una di queste due lingue era soggetto a esecuzione. Queste restrizioni furono rimosse dopo la vittoria vietnamita e la conquista del paese, ma negli anni della ricostruzione del paese era poco sentito il bisogno di parlare altre lingue. Dalla metà degli anni 1990 è rinato un grande interesse per l'inglese poiché il parlare fluentemente questa lingua è associato al progresso economico. Contrariamente il francese, non essendo una lingua dello stesso peso dell'inglese nell'ambito del commercio internazionale, ha avuto meno successo. Questo nonostante il sovrano Norodom Sihanouk abbia tentato di invertire questa tendenza facendo stampare i libri di testo scolastici in khmer e francese; una protesta da parte di mille studenti nella capitale fece tornare sui suoi passi il sovrano mostrando la loro preferenza per l'inglese. Tuttavia l'apprendimento della lingua francese presso le giovani generazioni ha ricevuto un nuovo slancio in seguito all'adesione della Cambogia all'Organizzazione Internazionale della Francofonia, anche attraverso la creazione, in costante progresso, di percorsi di educazione francofoni (specie in campo scientifico) che vanno dalla scuola primaria all'università.

### Istruzione
Il tasso di alfabetizzazione della popolazione totale adulta dai 15 anni in avanti è del 74%: esattamente 85% per gli uomini e 64,1% per le donne. Importante è stata l'antica tradizione buddista del paese, che ha sempre fatto sì che la Cambogia, anche attualmente, avesse un basso tasso di analfabetismo rispetto alle altre aree della regione. Molti bambini però lavorano invece di andare a scuola. Ai docenti mancano invece adeguate qualificazioni; poiché le classi istruite e colte furono giudicate sovversive e quindi eliminate; ciò ha portato anche alla mancanza di un tessuto socio-culturale a cui i giovani possano ispirarsi. Il tasso di studenti universitari è del 2%, contro una media del 20% nel resto dei membri dell'Asean.

## Ordinamento dello Stato

### Suddivisioni amministrative

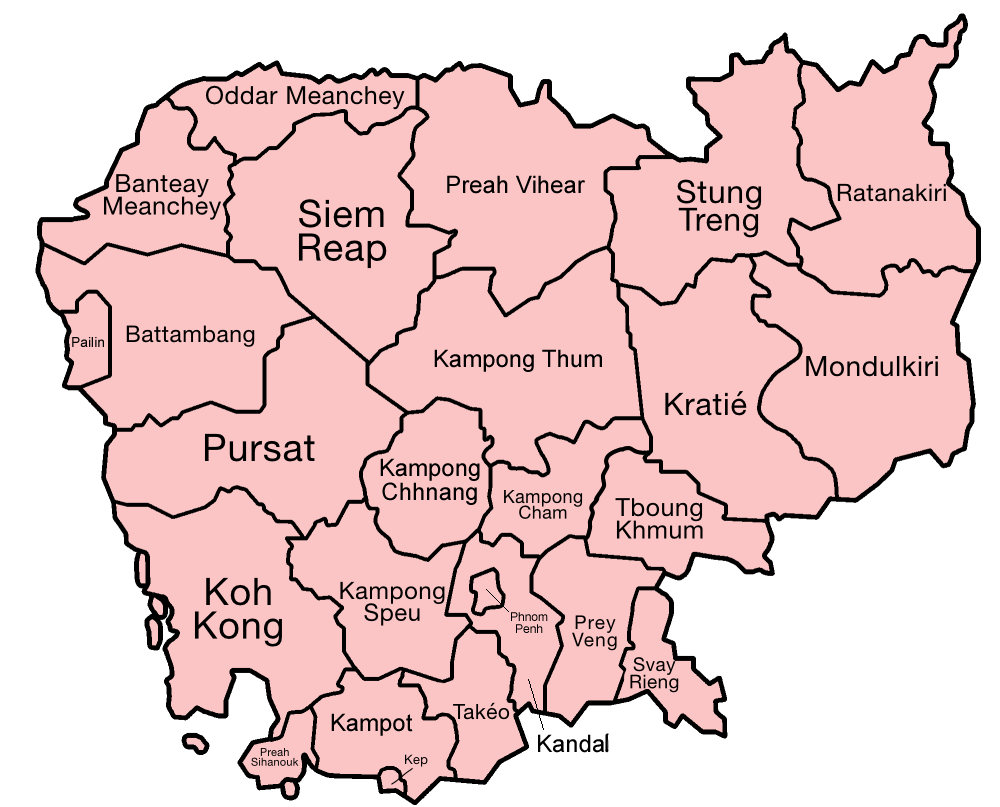
Le province della Cambogia

La Cambogia si suddivide in 24 province (khet), alle quali è equiordinata la capitale. Le province si suddividono ulteriormente in 165 distretti (srok), 26 città (krong) e 12 zone (khan), di cui 8 nella capitale. Rappresentano suddivisioni di terzo livello i comuni (khum) e, riguardo alle città e ai khan, i quartieri (sangkat). Le entità amministrative e geografiche di base sono infine costituiti da villaggi (phum).
| Province         | Nome khmer | Capoluogo       | Codice |
| Bântéay Méanchey | បន្ទាយមានជ    | Sisophon        | KH-1   |
| Băttâmbâng       | បាត់ដំបង      | Battambang      | KH-2   |
| Kâmpóng Cham     | កំពង់ចាម      | Kampong Cham    | KH-3   |
| Kâmpóng Chhnăng  | កំពង់ឆ្នាំង     | Kampong Chhnang | KH-4   |
| Kâmpóng Speu     | កំពង់ស្ពឺ      | Kampong Speu    | KH-5   |
| Kâmpóng Thom     | កំពង់ធំ       | Kampong Thom    | KH-6   |
| Kâmpôt           | កំពត        | Kampot          | KH -7  |
| Kândal           | កណ្ដាល       | Ta Khmau        | KH-8   |
| Koh Kŏng         | កោះកុង        | Koh Kong        | KH-9   |
| Kep              | កែប         | Kep             | KH-23  |
| Kratié           | ក្រចេះ        | Kratié          | KH-10  |
| Mondulkiri       | មណ្ឌលគីរី     | Sen Monorom     | KH-11  |
| Oddar Méancheay  | ឧត្ដរមានជ័យ   | Samraong        | KH-22  |
| Pailin           | ប៉ៃលិន        | Pailin          | KH-24  |
| Phnom Penh       | ភ្នំពេញ់       | Phnom Penh      | KH-12  |
| Sihanoukville    | ព្រះសីហនុ      | Sihanoukville   | KH-18  |
| Preăh Vihéar     | ព្រះវិហារ      | Tbeng Meanchey  | KH-13  |
| Pursat           | ពោធិ៍សាត់       | Pursat          | KH-15  |
| Prey Vêng        | ព្រៃវែង       | Prey Veng       | KH-14  |
| Ratanakiri       | រតនគីរី      | Banlung         | KH-16  |
| Siem Reap        | សៀមរាប       | Siem Reap       | KH-17  |
| Stung Treng      | ស្ទឹងត្រែង     | Stung Treng     | KH-19  |
| Svay Rieng       | ស្វាយរៀង      | Svay Rieng      | KH-20  |
| Takéo            | តាកែវ        | Takéo           | KH-21  |

Il 22 dicembre 2008, re Norodom Sihamoni ha firmato un decreto reale che ha trasformato le municipalità di Kep, Pailin e Sihanoukville in province e apportato modifiche a diversi confini provinciali.
Sulle targhe automobilistiche del Paese viene indicato il nome della provincia o distretto in cui il proprietario del veicolo è registrato.

### Rivendicazioni territoriali

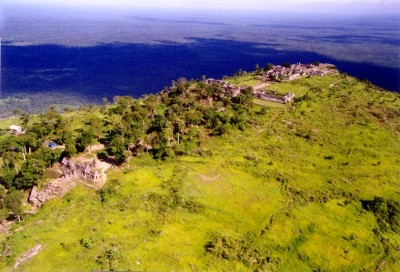
Vista dall'alto del tempio di Preah Vihear, oggetto della disputa tra Cambogia e Thailandia

La Cambogia è attualmente in disputa con la Thailandia per il possesso dell'area del tempio di Preah Vihear, al confine tra i due stati, e per alcune zone non di confine non marcate, mentre col Vietnam è in disputa per il possesso di alcune isole vicino alla costa sul confine marittimo tra i due stati.
In particolare, la disputa per il territorio di Preah Vihear è diventata ormai una questione politica all'interno dei due paesi: in Thailandia il premier è stato accusato dai nazionalisti, che vogliono rovesciare il governo, di svendere un pezzo della storia del paese, mentre in Cambogia il premier Hun Sen l'aveva strumentalizzata a proprio favore nella propria campagna elettorale. L'11 novembre 2013 la Corte internazionale di giustizia ha confermato l'assegnazione del tempio alla Cambogia.

### Città principali
- Phnom Penh
- Sihanoukville
- Siem Reap
- Battambang

### Istituzioni

#### Ordinamento scolastico
L'istruzione, gratuita e obbligatoria, prevede nove anni di scuola dell'obbligo. L'istruzione superiore è data dalle università e dagli istituti superiori, che danno soprattutto un'educazione tecnica e professionale. Il sistema, a causa di problemi come la mancanza di qualificazione e i salari bassi dei docenti o i bambini che preferiscono andare a lavorare, riesce a malapena a sopravvivere; le scuole private invece nascono ovunque finanziate da donatori e organizzazioni non governative. Attualmente sono in atto forme di cooperazione tra la Cambogia e i paesi francofoni occidentali al fine di creare percorsi di studio in lingua francese, soprattutto in campo scientifico e tecnico.

#### Università
L'Università reale di Phnom Penh è stata fondata nel 1960 come Royal Khmer University.

#### Sistema sanitario
Il servizio sanitario è totalmente a carico del malato e della sua famiglia.
L'unica struttura ospedaliera gratuita risulta essere l'ospedale di Emergency situato a Battambang, specializzato nella cura delle persone vittime delle mine antiuomo.

#### Forze armate

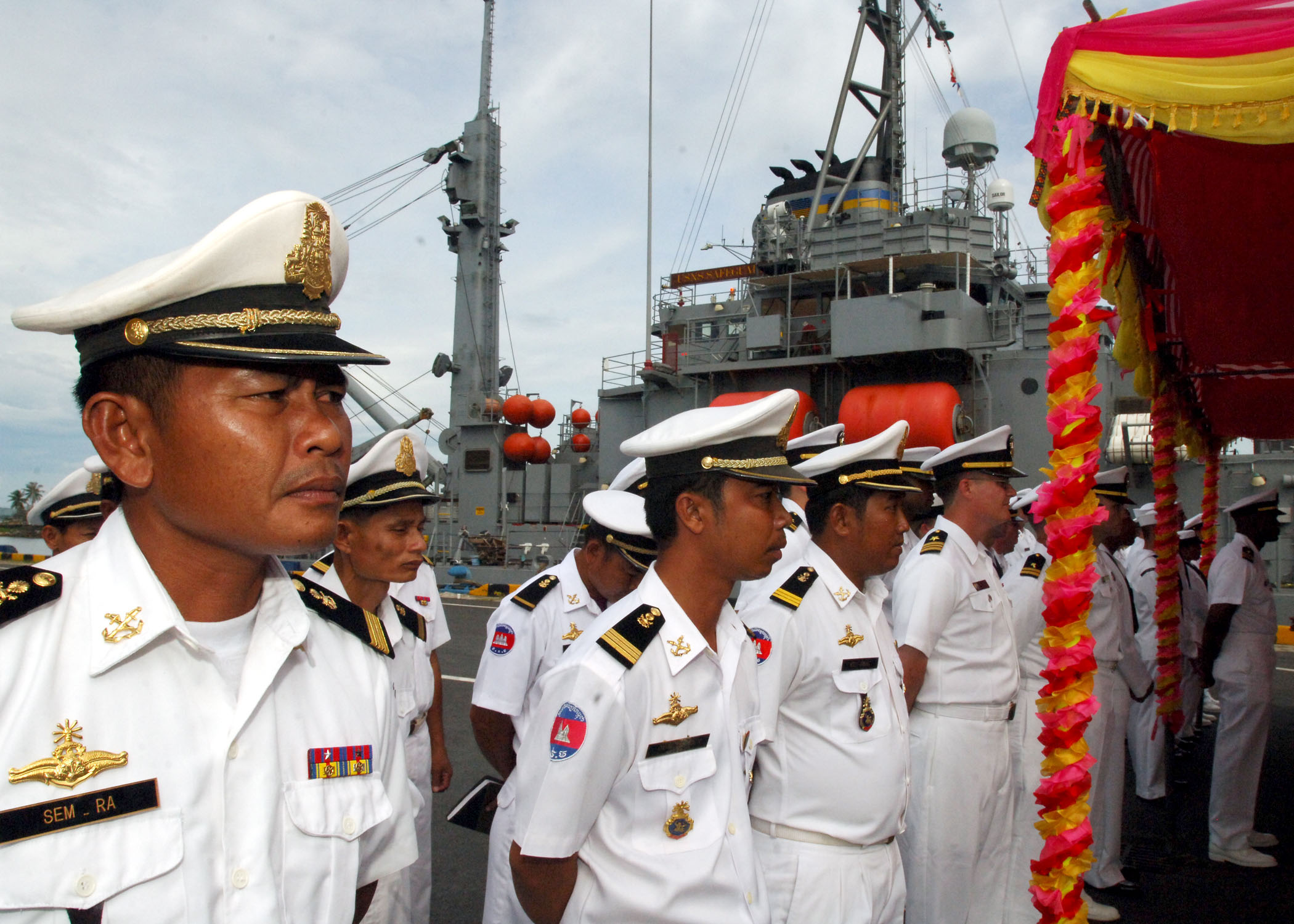
Ufficiali della marina di Cambogia

Le forze armate reali cambogiane, in lingua khmer Kangtorp Yuthipol Khemarak Phumin, sono composte attualmente da circa 125.000 uomini attivi e 200.000 di riserva, e operano sotto la giurisdizione del Ministero della Difesa Nazionale. Le forze armate sono costituite da quattro armi indipendenti:
- L'esercito, il più grande al mondo rispetto al numero degli abitanti, che richiede per il suo mantenimento quasi la metà del bilancio dello stato.[86] Il servizio di leva è obbligatorio per gli uomini dai 18 ai 30 anni, con l'obbligo di 18 mesi di servizio.[2][86] L'esercito è formato da circa 85.000 uomini,[87] divisi in undici reparti di fanteria. L'attuale comandante è il generale Meas Sophea.
- La marina, composta da circa 2.800 uomini, se si includono anche i marines.[88] Il reparto è sotto il comando del viceammiraglio Tea Vinh.
- L'aviazione, la più piccola delle forze armate, formata da circa 2.500 uomini. Il loro comandante è Soeung Samnang.
- La gendarmeria, fondata il 9 ottobre 1970, responsabile del mantenimento dell'ordine pubblico e della sicurezza interna, come un qualsiasi altro corpo di polizia. La gendarmeria reale è formata da 10.000 soldati, distribuiti in tutte le provincie della Cambogia. L'attuale comandante è il generale Sao Sokha.

A queste vanno aggiunte le forze speciali, formate da circa 5.000 uomini e comandate da Chhab Peakdey, che costituiscono una branca dell'esercito.

## Politica

### Politica interna

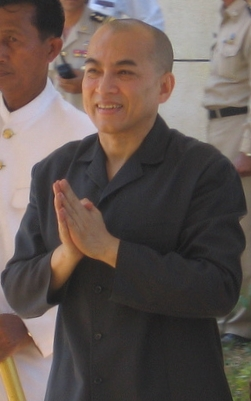
Norodom Sihamoni, re di Cambogia

La Cambogia è una monarchia parlamentare, la cui costituzione prevede un sistema multipartitico.
Il potere legislativo è bicamerale, ovvero esercitato da due camere: l'Assemblea nazionale, composta da 125 membri eletti dal popolo con mandato di 5 anni, e il Senato, composto da 62 di cui 2 scelti dal re, 2 dall'Assemblea nazionale e i restanti eletti dai parlamentari a seduta comune. Il re è nominato dal Concilio reale del trono, il primo ministro è nominato dal presidente dell'Assemblea nazionale tra i membri del partito o coalizione maggiore e poi incaricato dal re e i membri del consiglio dei ministri sono nominati dal primo ministro e incaricati dal re. Il re, il primo ministro e il consiglio dei ministri costituiscono il ramo esecutivo del governo. La magistratura è composta da un Consiglio Supremo, previsto dalla costituzione e formato nel 1997, da una Corte Suprema, corti inferiori e da una corte internazionale con giurisdizione sui crimini dell'era degli Khmer rossi.
La costituzione cambogiana del 1993 riconosce e rispetta un'ampia gamma di diritti umani riconosciuti dalla comunità internazionale, tra cui la libertà di stampa e di religione; l'articolo 1 afferma infatti che il Paese sarà governato rispettando i principi della libera democrazia e del pluralismo.

### Politica estera
La Cambogia è membro delle maggiori organizzazioni internazionali, incluse ONU e UNESCO; dal 1998 è membro dell'ASEAN; è inoltre membro della Banca Mondiale, dell'Asian Development Bank e del Fondo Monetario Internazionale; dal 30 ottobre 2004 la Cambogia è diventata il 148º membro dell'Organizzazione Mondiale del Commercio.
La Cambogia ha ambasciate in 21 paesi tra cui Francia, Stati Uniti, Cina, Russia, Germania e Cuba, mentre in Cambogia sono presenti 20 ambasciate straniere.

### Critiche

#### Corruzione
Nelle classifiche redatte da Transparency International che indicano gli Stati dal meno al più corrotto, la Cambogia negli ultimi anni si è posizionata 151ª su 163 stati nel 2006, 162º su 179 stati nel 2007 e 166º su 180 nel 2008. In accordo con questa lista, nel 2008 la Cambogia è stato il secondo paese più corrotto del Sud-est asiatico, superato solo dalla Birmania, penultimo. Nel 2005 la BBC riporta che la corruzione è dilagante nel mondo politico, nell'esercito e nella magistratura cambogiana; sempre nel 2005, la Banca Mondiale ha minacciato addirittura di sospendere i milioni di dollari di aiuto umanitario verso la Cambogia poiché tali soldi vengono illegalmente trasferiti in conti privati.
Nonostante l'operato dell'UNTAC, risalente al 1992, per trasformare la Cambogia in un regime democratico, nel paese dilagano corruzione e mafia politica. La notte prima delle elezioni è chiamata "Notte dei cani che abbaiano", durante la quale i politici e i loro portaborse fanno gli ultimi giri di visite elargendo favori o facendo minacce, conquistandosi voti con promesse e paura. Il Cpp, il partito governato da Hun Sen, è diventato inattaccabile grazie a questi metodi, conquistando il 98% dei voti nelle elezioni locali del 1º aprile 2007.
Il Cpp e il suo leader inoltre non esitano a manipolare la legge per raggiungere i loro scopi, riuscendo prima a far esiliare nel 2005 Sam Rainsy, capo dell'opposizione (poi riammesso nel paese solamente grazie al perdono del re), quindi anche l'ex leader democratico della Cambogia, il principe Norodom Ranariddh; inoltre Hun Sen esercita interferenze sul Comfrel, un organo indipendente con funzione di controllo sulle elezioni.
Spesso anche esponenti del governo, dell'esercito e della polizia sono coinvolti o corrotti nell'ambito del traffico di narcotici e nel riciclaggio del denaro sporco.

#### Speculazione straniera
La Cambogia è diventata negli ultimi anni il luogo ideale per gli speculatori, in fuga dai mercati europei paralizzati e in crisi e attirati dal boom turistico del paese. Molti speculatori fondiari, la maggior parte britannici, francesi e svizzeri, sono arrivati nel paese con l'obiettivo di comprare grandi aree per poi aspettare che il loro prezzo salga grazie all'aumento del turismo.
La Cambogia permette alle aziende di poter formare società con il 100% di capitale straniero, di poter comprare terra e proprietà immobiliari e di poter essere titolari di contratti di concessione d'uso validi per duecento anni; nessun altro paese al mondo offre tali condizioni, nemmeno gli stati vicini come la Thailandia dove speculazioni edili e finanziarie sono all'ordine del giorno. Nel luglio 2007 il primo ministro Hun Sen, contando sull'esile legame che lega i cambogiani alla loro terra e alla possibilità di sfidare la Thailandia come calamita turistica, ha dato il via a una vendita intensiva di spiagge sulla terraferma e già nel marzo 2008 tutta la costa accessibile e sabbiosa era di proprietà privata. Il governo ha venduto le terre dei contadini e dei pescatori a società straniere senza il consenso dei residenti; tutte le persone che vi abitavano o lavoravano sono state cacciate, alcuni sono stati picchiati perché non volevano lasciare le rovine delle proprie abitazioni, alcuni sono finiti in prigione; nessuno ha avuto un'adeguata indennità. Gli accordi tra Hun Sen e queste società erano privati, non sono mai state fatte gare d'appalto e tutti i progetti erano segreti. Secondo la Banca Mondiale e Amnesty International, con questi accordi privati Hun Sen ha favorito la disgregazione sociale a scapito del benessere della popolazione. Nell'agosto 2008 150.000 persone rischiavano lo sfratto, invece il 45% del territorio cambogiano era stato venduto.
Le prime regioni a essere state oggetto di queste speculazioni sono state le isole sulla costa, quindi è toccato alle spiagge sulla terraferma e infine alle zone a interesse turistico dell'entroterra, come Phnom Penh e le aree intorno al tempio di Angkor Wat.

#### Diritti umani
Amnesty International afferma che un diritto inadeguato e le gravi deficienze nel sistema giudiziario fanno sì che in Cambogia vi sia una sistematica mancanza di protezione dei diritti umani: i partiti di opposizione a quello di Hun Sen, attivisti per i diritti umani e giornalisti hanno subìto minacce e intimidazioni; il Rappresentante speciale del Segretario generale per i diritti umani in Cambogia si è dimesso denunciando la mancanza di collaborazione del governo; migliaia di persone vengono forzatamente sgomberate dai terreni espropriati a causa di dispute e progetti di riqualificazione industriale e urbana; la polizia effettua raid arrestando senza rispettare il codice di procedura penale della Cambogia e violando il diritto internazionale. Per quanto riguarda la prostituzione la Cambogia, come i paesi vicini del Laos e Vietnam, è rimasta esclusa dal business sessuale a causa dei vari conflitti e il divieto della prostituzione; fu l'arrivo delle truppe militari delle Nazioni Unite nel 1991 a dare avvio a uno sviluppo senza precedenti della prostituzione: i soldati offrivano un'elevata domanda per il sesso a pagamento e una valuta pregiata. Ciò diede inizio a un traffico di donne dalle aree rurali alle città. Nel 1993, quando le truppe dell'ONU cominciarono il ritiro dal paese, si calcolarono circa 20.000 prostitute nel paese. Con il ritiro dei soldati il mercato della prostituzione cominciò a indirizzarsi verso la clientela locale. Nel 1996 si contavano 57.000 donne sfruttate nel circuito della prostituzione e nel 2002 il numero di prostitute minorenni era di almeno 16.000 persone, un terzo del totale.
Hun Sen in passato ha dovuto compiere alcune riforme e garantire maggior rispetto per i diritti umani per avere accesso ai finanziamenti di donatori esteri; con la scoperta dei nuovi giacimenti nel golfo del Siam e i profitti che ne ricaverà, alcuni esperti temono che il capo del governo possa fare a meno di tali finanziamenti e che quindi non garantisca rispetto per i diritti umani che prima era obbligato a garantire.

#### Minori
Secondo l'Unicef la Cambogia è uno dei paesi con i maggiori problemi di traffico di bambini al mondo.
Spesso sono gli stessi genitori (o i parenti in caso di orfani) che vendono i bambini spinti dalla povertà, dalla fame, dal degrado e dall'ignoranza. I bambini oggetto di sfruttamento vengono obbligati a vendere per strada, a prostituirsi (sono 100 000 le prostitute minorenni e il 42% di esse ha contratto il virus dell'HIV) o vengono storpiati per costringerli a elemosinare; ci sono stati alcuni casi in cui vengono venduti dai propri genitori alle coppie occidentali che arrivano a pagare 2.000 dollari per un bambino (il numero di adozioni è aumentato da 59 nel 1995 a 600 nel 2001, ma i numeri reali sono sconosciuti e le agenzie intermediarie sono moltissime). Poiché molte nascite non vengono registrate allo stato civile, è impossibile stabilire il numero di minori venduti dai propri genitori. Il 70% del traffico di bambini passa da Poipet, città al confine tra Cambogia e Thailandia. Le organizzazioni non governative si stanno occupando del reinserimento nelle famiglie dei bambini venduti e poi fuggiti dai loro sfruttatori.
Solo nella capitale Phnom Penh le organizzazioni umanitarie hanno contato 23 000 bambini che vivono in strada, nell'intero paese invece vi sono circa 380 000 orfani i cui parenti non possono mantenere.
A causa della grande recessione e al seguente aumento dei prezzi del cibo, i casi di malnutrizione acuta tra i bambini al di sotto dei 5 anni sono cresciuti dal 9,6% del 2005 al 15,9% nel 2008, colpendo soprattutto i bambini delle aree urbane.

## Economia

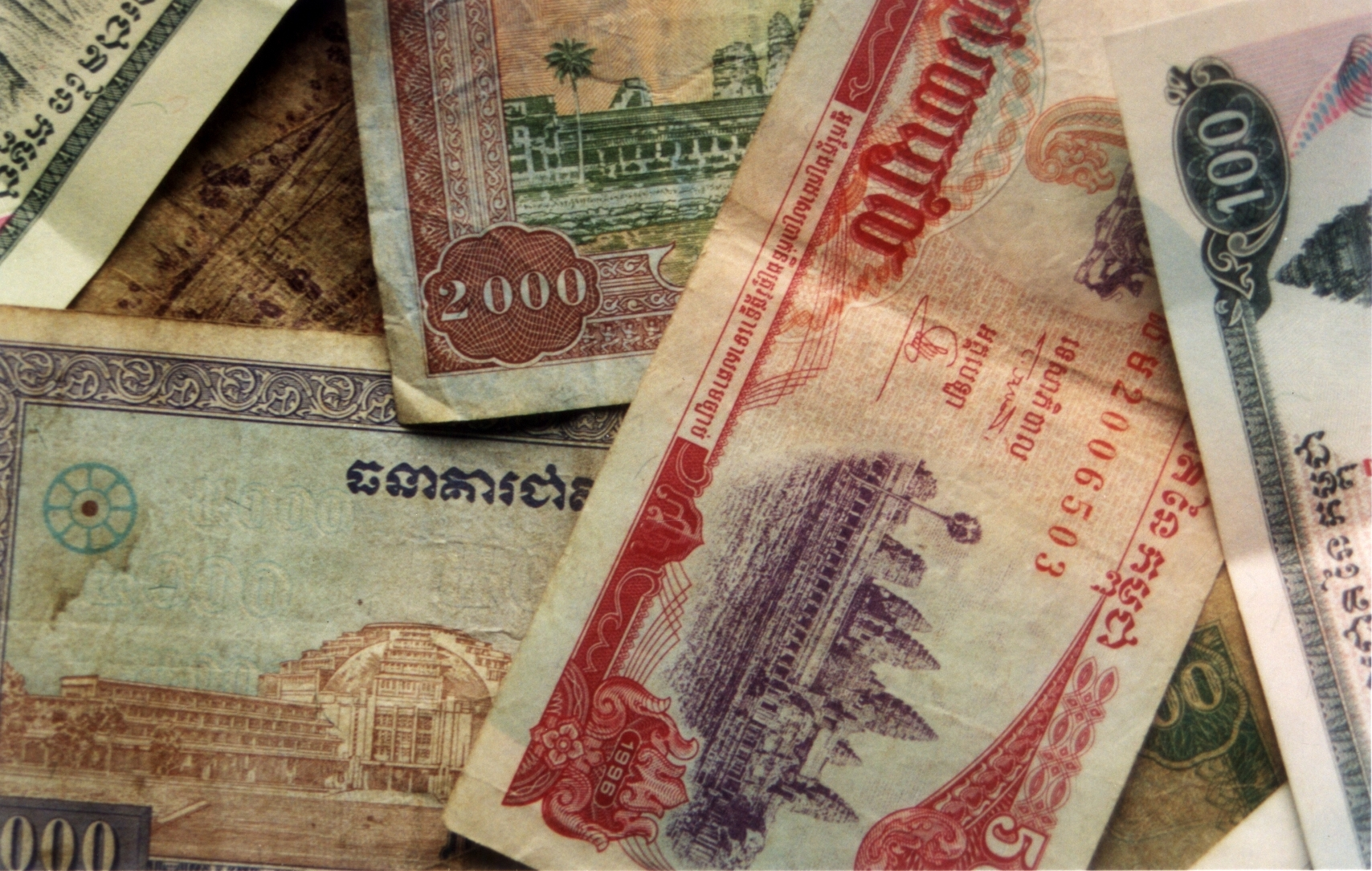
Varie banconote di Riel cambogiano

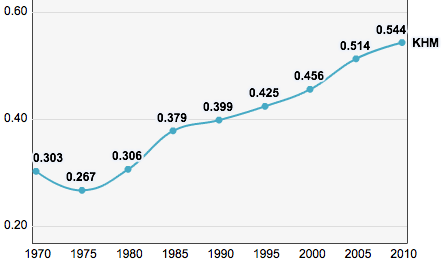
Andamento dell'indice di sviluppo umano per la Cambogia tra il 1970 e il 2010.

Il Fondo Monetario Internazionale scrive nel rapporto dell'economia cambogiana dell'8 dicembre 2009 che nel precedente decennio l'economia cambogiana ha avuto un alto tasso di crescita (8% di crescita media). Il CIA World Factbook riporta una crescita economica del 10% dal 2004 al 2007 grazie all'espansione del settore vestiario, del turismo, del settore edile e dell'agricoltura. Il paese ha subito però un duro colpo dalla crisi economica globale. Il CIA World Factobook riporta un calo dell'economia del 7% nel 2008. Il rapporto del Fondo Monetario Internazionale riporta una contrazione del PIL a causa del vacillamento di settori chiave dell'economia cambogiana; le esportazioni e il turismo sono calati bruscamente ripercuotendosi sulla ristretta base di produzione, sull'alto numero di esportazioni e provocando una restrizione della domanda estera (anche il CIA World Factbook riporta una diminuzione delle esportazioni a causa della crisi). A. L'abbassamento dell'afflusso di capitali esteri ha contratto l'attività edilizia. D'altra parte, la diminuzione delle importazioni ha portato ad un abbassamento del deficit del paese facendo scendere bruscamente l'inflazione.
Le stime del Fondo Monetario Internazionale riportano che il PIL nominale del paese nel 2012 era pari a 14,1 miliardi di dollari statunitensi, mentre il PIL a parità di potere d'acquisto risultava essere pari a 36,5 miliardi di dollari. Secondo le stime del Fondo Monetario Internazionale il PIL pro capite nominale è stato pari a 926 dollari mentre a parità di potere d'acquisto risultava pari a 2.395 dollari.
I principali prodotti del settore primario sono riso, gomma, grano, ortaggi, anacardi, tapioca e seta. Le principali industrie sono tessili, turistiche, vestiarie, macinazione del riso, lignee e lavorazione del legno, produzione di gomma, edilizie e minerarie. L'industria vestiaria, che occupa più di 320.000 persone, dopo la scadenza del Accordo multifibre il 1º gennaio 2005, è costretta a competere con i bassi prezzi di Cina, India, Vietnam e Bangladesh. Il turismo è una delle risorse principali per l'economia cambogiana, ma, dopo l'incremento degli ultimi anni (2 milioni di turisti all'anno hanno visitato la Cambogia nel 2007 e nel 2008), quest'industria ha risentito degli effetti della crisi economica mondiale e nella prima metà del 2009 si è contratta del 15%. Anche il mercato dell'industria edilizia è in calo.
Nel 2005 sono stati trovati giacimenti sfruttabili di petrolio entro le acque territoriali della Cambogia; se attuabili, le estrazioni si inizieranno probabilmente all'inizio del prossimo decennio,, mentre le autorità cambogiane sperano di cominciare a sfruttarle entro il 2009. Secondo le previsioni dell'ONU, della Banca Mondiale e dell'Università di Harvard, grazie alla scoperta dei giacimenti la Cambogia potrebbe diventare protagonista del mercato mondiale dell'energia a livello regionale, se non mondiale, aumentandone l'importanza geostrategica. Sempre secondo la Banca Mondiale le riserve energetiche complessive del paese ammontano a 2 miliardi di barili di petrolio e 283 miliardi di metri cubi di gas naturale e potrebbero fruttare fino a 1,5 miliardi di euro all'anno. Inter press service riporta nel febbraio 2009 le dichiarazioni della Global Witness che affermano che il petrolio comincerà ad affluire nel 2011 e i ricavi saranno di 174 milioni di dollari in questo primo anno, mentre il picco delle estrazioni sarà nel 2021 e il ricavo arriverà a 1,7 miliardi di dollari. Esperti affermano che gli enormi nuovi introiti derivanti da questi giacimenti possono permettere a Hun Sen di fare a meno di finanziamenti esterni. Inoltre il governo cambogiano ha accennato di un possibile avvio di un'industria mineraria, soprattutto nel nord del paese, con la possibilità di estrarre bauxite, oro, ferro e gemme preziose.
Dal 13 giugno 2009, la Cambogia, assieme al Laos, non è più considerata dagli Stati Uniti un paese marxista-leninista, ma un paese che rispetta la libertà di mercato; grazie a questo riconoscimento, le imprese statunitensi che hanno rapporti commerciali con questi due paesi hanno diritto a ricevere fondi pubblici.
Ondate di siccità e inondazioni stanno spingendo decine di migliaia di piccoli agricoltori, spesso fortemente indebitati, a cercare lavoro nelle fabbriche. Queste fabbriche impiegano "una forza lavoro di adulti e bambini", secondo i ricercatori dell'Università di Londra nell'ottobre 2018, denunciando "una forma di schiavitù moderna". Secondo la Licadho Human Rights Association: "La stragrande maggioranza dei lavoratori è imprigionata in servitù per debiti e, dato quello che guadagnano, spesso i lavoratori non sono in grado di ripagare e il loro debito aumenta nel corso degli anni. "Inoltre, alcuni capi sono violenti con i loro dipendenti. Alcuni, abbastanza ricchi da corrompere la polizia e le autorità locali, non devono temere rappresaglie giudiziarie.
In Cambogia, la settimana lavorativa legale è di 48 ore e il lavoro minorile al di sotto dei 15 anni è proibito. Tuttavia, a causa della mancanza di controllo e di sindacati indipendenti, le settimane lavorative dei lavoratori superano spesso le 60 ore settimanali e i bambini sotto i 15 anni sono costretti a lavorare. Gli scioperi sono a volte gravemente repressi: nel gennaio 2019, 1.200 lavoratori tessili in sciopero sono stati licenziati e nel 2013 415 lavoratori di una fabbrica di subappalto Nike hanno subito la stessa sorte. Anche i leader sindacali sono imprigionati.

### Esportazioni
Il maggior prodotto da esportazione è il riso, altri sono pesce, legna, vestiario, calzature, gomma, tabacco e pepe. I maggiori compratori di tali prodotti sono Stati Uniti, Germania, Regno Unito, Singapore, Giappone e Vietnam. La crisi economica del 2008 ha diminuito le esportazioni del paese; solo le esportazioni della gomma sono diminuite del 15% a causa della caduta mondiale dei prezzi di mercato.

### Importazioni
I maggiori prodotti di importazione sono i prodotti di derivazione petrolifera, sigarette, oro, materiali per l'edilizia, macchinari, veicoli a motore e prodotti farmaceutici. I maggiori fornitori sono Thailandia, Singapore, Cina, Hong Kong, Vietnam, Taiwan e Stati Uniti.

### Turismo
Il turismo è una delle risorse principali per l'economia cambogiana e ha subito un grande incremento degli ultimi anni (2,015 milioni di turisti hanno visitato la Cambogia nel 2007 e 2,125 milioni nel 2008), ma l'industria ha risentito degli effetti della crisi economica del 2008 e nella prima metà del 2009 si è contratta del 15%.
Nel 2007 il 55,61% dei visitatori ha visitato la provincia di Siem Reap, dove si trova il sito di Angkor, mentre il restante 44,39% ha visitato Phnom Penh o altre località; nel 2008 invece è stato più bilanciato: 49,87% i visitatori arrivati nella provincia di Siem Reap mentre il restante 50,13% ha visitato Phnom Penh o altre località.
Le destinazioni turistiche principali sono Phnom Penh, la provincia di Siem Reap (che ospita i siti di Angkor), le aree costiere di Sihanoukville, Kampot, Kep e Koh Kong, più altre destinazioni tra cui la Provincia di Battambang e il tempio di Preah Vihear.
Il boom di turisti degli ultimi anni ha attratto molti speculatori stranieri che, abbandonando i mercati occidentali paralizzati dalla crisi, hanno deciso di investire in Cambogia grazie anche alle agevolazioni del governo.

### Trasporti

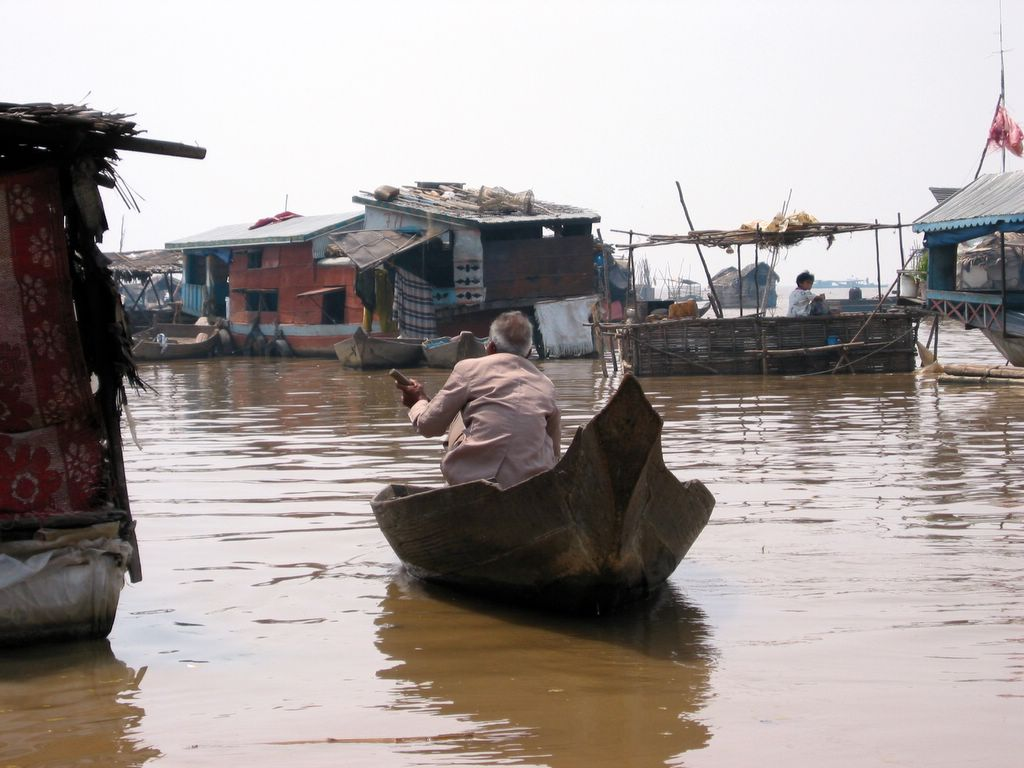
Un cambogiano naviga sul Tonle Sap

La guerra ha influito negativamente sul sistema di trasporti della Cambogia, ma gli aiuti internazionali (principalmente da Cina e Giappone) hanno permesso di ristabilire un sistema autostradale che rientra negli standard internazionali, soprattutto nelle tratte del Asian Highway Network che corrono sul territorio cambogiano (AH1 e AH11).
Al di fuori delle tratte autostradali, lo stato delle strade è spesso precario, soprattutto durante o subito dopo la stagione delle piogge. Nel 2004 la lunghezza complessiva del sistema stradale raggiungeva i 38.257 km, di cui solo 2.406 asfaltati.

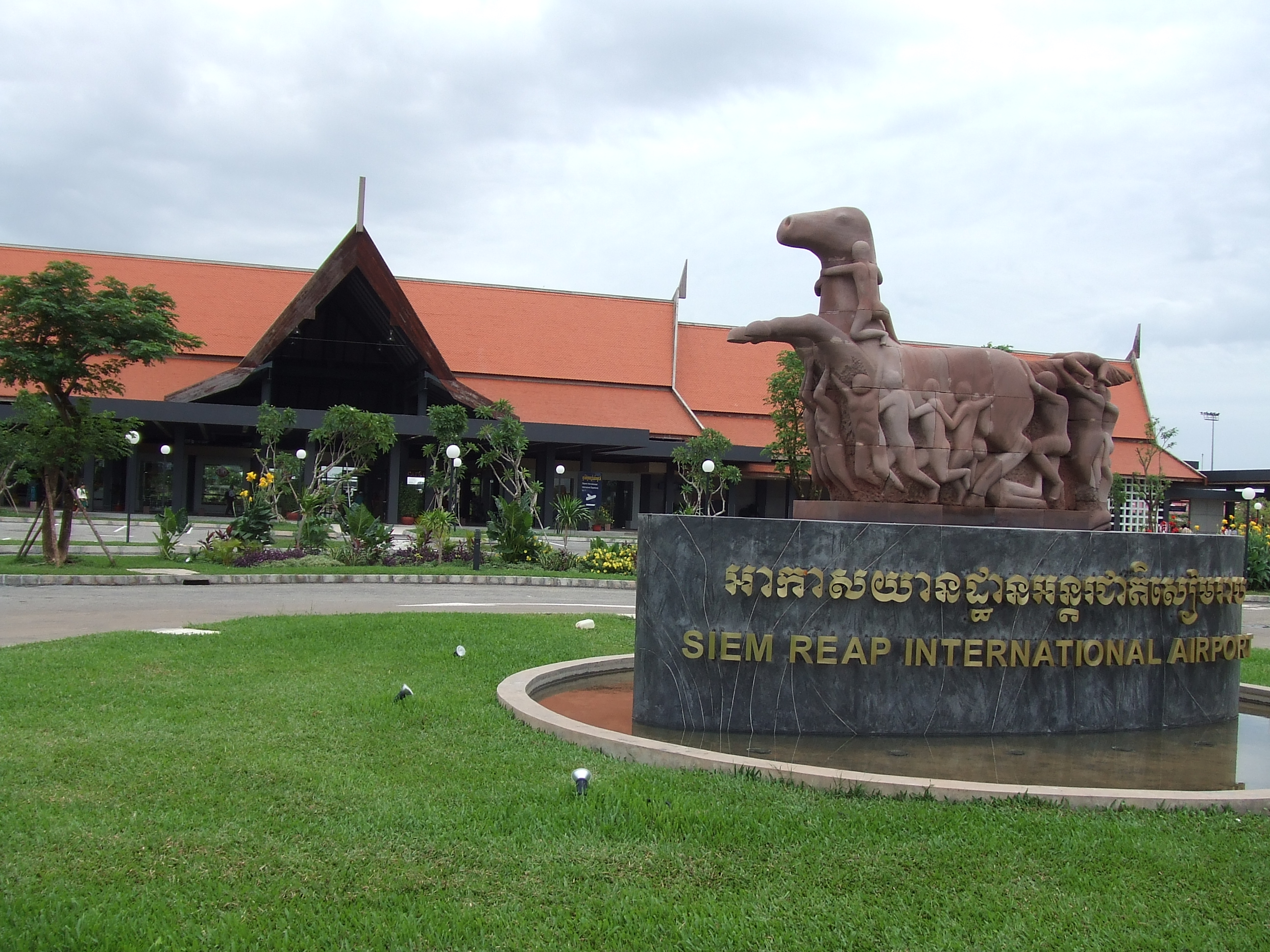
Aeroporto internazionale di Siem Reap-Angkor

La Cambogia ha due linee ferroviarie, per un totale di 602 km di ferrovia: la prima, costruita dai francesi tra il 1930 e il 1940, collega la capitale Phnom Penh a Poipet, mentre la seconda, costruita tra il 1960 e il 1969, fu la linea Phnom Penh-Sihanoukville costruita con l'assistenza di Francia, Germania e Cina. Dal 2009 tutte le operazioni su entrambe le linee sono state sospese, a causa dello stato di degrado e per consentire i lavori di rinnovamento. Dall'aprile 2016 la linea sud che collega Phnom Penh, Kampot e Sihanoukville è tornata attiva per il trasporto passeggeri.
Le vie d'acqua, costituite dai fiumi Mekong, Tonle Sap, dai loro affluenti e dal lago Tonle Sap, sono sempre state d'importanza fondamentale per il commercio all'interno del paese; infatti per molti villaggi, in assenza di strade e ferrovie, sono le uniche vie di transito. I dati del Cia World Factbook del 2008 affermano che le vie d'acqua del paese sono lunghe totalmente 2.400 chilometri.
I due maggiori porti della Cambogia sono Phnom Penh e Sihanoukville, quest'ultimo costruito con l'assistenza della Francia nel 1960; vi sono inoltre altri cinque porti minori; di tutti i porti in Cambogia, Sihanoukville è il solo affacciato sul mare.
Nel 2009 in Cambogia vi erano 17 aeroporti: 6 con piste asfaltate e 11 con piste non asfaltate. L'aeroporto più grande è il Siem Reap-Angkor International Airport, da dove parte e arriva la maggior parte dei voli internazionali. Il secondo aeroporto del paese è il Pochentong International Airport, a Phnom Penh. Gli altri scali sono l'aeroporto di Sihanoukville e l'aeroporto di Battambang.

## Natura e ambiente

### Flora

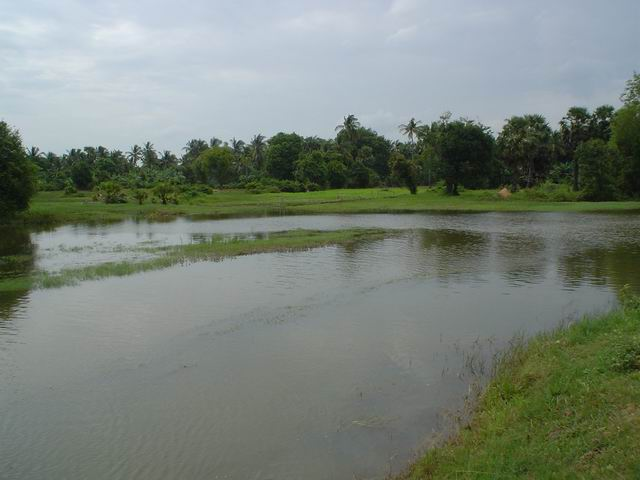
Foresta tropicale nella provincia di Banteay Meanchey

La flora delle zone più basse del paese è condizionata dall'agricoltura: la caratteristica principale del paesaggio è il riso, oltre ad altri cereali come il tabacco e il granturco. Nella parte settentrionale del paese, dominata dai rilievi, si trovano foreste di sempreverdi. Nel sud-ovest del paese si trovano tratti di foresta primaria e tek. Il tek è un albero molto comune in Cambogia nonostante non sia nativo della regione, ma sia stato importato nel XVII secolo ed è importante e prezioso perché fonte di legno resistente all'acqua. Sempre in questa regione crescono, a temperature più elevate, pini. Lungo i 440 chilometri di costa si trovano foreste di mangrovie, mentre lungo i fiumi dell'entroterra si trova comunemente il loto della Cambogia, che si trova anche in Cina e in India ed è considerato sacro e associato tradizionalmente al Buddha.

### Fauna
In Cambogia si possono trovare nelle campagne molte specie di grossa taglia che nel resto del mondo stanno diventando sempre più rare; non sono insoliti elefanti, leopardi, tigri e buoi selvatici.
Inoltre nelle acque del grande fiume Mekong presso il villaggio di Kampi (provincia di Kratié) si possono vedere i rari delfini dell'Irrawaddy. La guerra che ebbe inizio nel 1970, i bombardamenti statunitensi e il bracconaggio hanno causato un danno ambientale di vasta scala diminuendo drasticamente la popolazione di animali selvatici. L'animale più insolito della Cambogia è il kouprey, una specie di bue scoperta nel 1937 che è diventato l'animale-simbolo del paese, e che è adesso quasi estinto. La Cambogia ospita una popolazione di volatili ricca e variegata, che include pellicani, ardeidi, aironi, gru, pappagalli tropicali e martin pescatori. Sono comuni anche cormorani, fagiani, galli cedroni e, specialmente nell'area del Tonlé Sap, specie di uccelli pescatori, presenti soprattutto quando le inondazioni portano nel lago una grande quantità di pesce. Anche i serpenti sono molto comuni in Cambogia, e vi si trovano quattro specie particolarmente letali: il cobra, il cobra reale, la vipera di Russell e il bungaro fasciato.

## Cultura

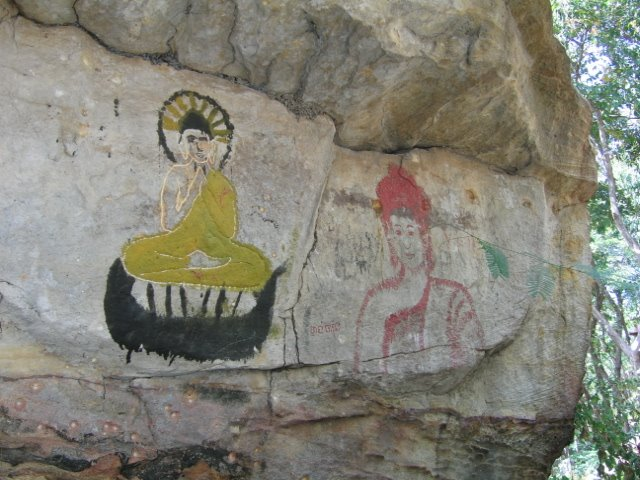
Arte buddhista (Phnom Sentuk, regione del Kompong Thom)

Cultura e arte khmer trovano ispirazione fondamentale nella religione. Nella prima metà del primo millennio dell'era volgare nel sud-est asiatico si svolse un processo chiamato dagli studiosi indianizzazione, parallelo e legato a fenomeni di urbanizzazione e al commercio marittimi tra Cina e India, di cui sono evidenti gli esiti, mentre le modalità sono ampiamente dibattute. Si trattò di un processo socioculturale pressoché unico nella storia delle civiltà umane, che coinvolse la trasmissione e l'adozione da parte di numerosi regni e culture, tra i quali quella khmer, di religioni, mitologie e forme di espressione artistica estremamente affini a quelle indiane.
Il periodo classico della cultura khmer coincide con quello storico dell'Impero Khmer e ancora oggi la cultura cambogiana vi trova ispirazione ed elementi fondamentali caratteristici in espressioni artistiche come la danza tradizionale, l'architettura e la scultura. Il tempio di Angkor Wat è considerato il manifesto della millenaria cultura khmer. Nel contempo risulta fondamentale anche l'interscambio con i thai e i lao, due popoli che con quello khmer condividono buona parte della propria storia e cultura, nonché l'apporto delle tribù delle montagne del nord-est (i khmer loeu, termine coniato da Norodom Sihanouk) e degli elementi cinesi e malesi, coinvolti da secoli nelle attività commerciali.
Si assiste così a una peculiare continuità di tradizione e cultura che attraversa cambiamenti continui dovuti alla travagliata storia cambogiana, a partire dalla fine dell'Impero Khmer (in cui la Cambogia si trovò contesa tra l'influenza thai e quella viet), per passare al periodo della colonizzazione francese, al travagliato periodo post-coloniale che sfociò nel tragico dominio degli khmer rossi, fino alle accelerazioni del periodo di globalizzazione attuale.
Con il regime degli Khmer Rossi si ferma ogni tipo di arte, la lettura è bandita e punibile con la morte; dopo la dittatura il primo spettacolo a Phnom Penh tenne luogo nel 1980 al Teatro Nazionale con uno spettacolo di danza.

### Arte

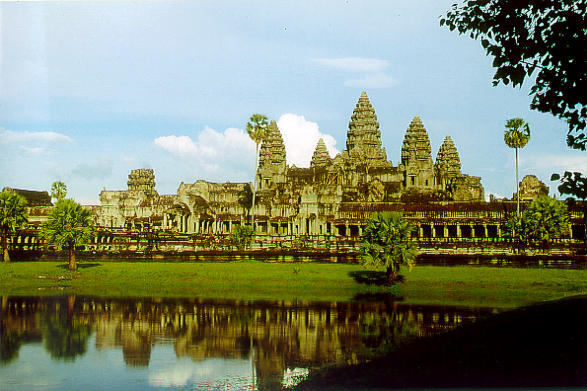
Il tempio di Angkor Wat ad Angkor, esempio dell'arte e dell'architettura durante l'Impero Khmer

Nella sua storia, l'arte in Cambogia è stata guidata e ispirata dalla storia e dai fondamenti religiosi del paese, come i culti animistici indigeni, l'induismo e il buddhismo, questi ultimi arrivati dall'India al Sud-est asiatico nei primi secoli dopo Cristo portando con sé la scrittura in sanscrito e altri elementi. I traffici commerciali misero in contatto la nascente cultura cambogiana con altre culture facendole assorbire influenze culturali Thai, giavanesi e cinesi. Tra il nono e il XV secolo si forma l'Impero Khmer che si ispira all'India per politica, religione e letteratura; il linguaggio della corte è il sanscrito, ma il popolo parla khmer. La capitale del regno è ad Angkor e i templi di Angkor Wat e Angkor Thom sono i testimoni della sua grandezza; l'arte, l'architettura, la musica e la danza di questo periodo sarebbero poi stati i modelli per il successivo sviluppo della cultura cambogiana.
L'arte della Cambogia antica si può dividere in tre periodi, periodo pre-angkoriano, angkoriano e post-angkoriano; all'interno di questi periodi si possono individuare ulteriori stili (o scuole). Per il periodo pre-angkoriano si possono individuare tre stili per l'architettura, di Sambor Prei Kuk e i posteriori di Prei Kmeng e di Kompong Prah, e ulteriori due per la scultura: le scuole di Prasat Andèt e Phnom Dà. Per il periodo angkoriano si possono individuare gli stili del Kulen, del Bakheng, di Koh Ker, di Pre Rup, di Khleang, del Baphuon, il classicismo khmer (o stile di Angkor Wat), lo stile del Bayon e del post-Bayon.
Quindi si ha il periodo post-angkoriano, influenzata dall'arte di Ayutthaya e di altre regioni. La città di Angkor e i suoi templi caddero in rovina inghiottiti dalla giungla dopo lo spostamento della capitale a Phnom Penh e del sempre minor controllo dei monarchi sul territorio a causa degli attacchi dei Thai; tuttavia uno stato cambogiano con capitale Phnom Penh sopravvisse fino al XIX secolo. Dal XIX secolo comincia la dominazione francese; i francesi riscoprono le rovine dei templi di Angkor e intraprendono lavori per preservarle dagli inizi del XX secolo. La cultura tradizionale cambogiana e le rovine dei templi di Angkor rischiarono di essere vittime della guerra civile in Cambogia e del regime dei Khmer rossi, i quali si erano opposti a ogni tipo di religione ed educazione e proibirono tutti i tipi di arte della Cambogia e il suo linguaggio scritto. Dal 1991, quando le fazioni in guerra della Cambogia siglarono un accordo di pace, organizzazioni internazionali hanno aiutato il nuovo governo a restaurare i siti archeologici a far rivivere le arti tradizionali del paese.
L'arte è rimasta in stasi fino ai nostri giorni, ma la situazione è difficile: esiste solo un indirizzo scolastico specifico e i materiali artistici non sono disponibili; per un artista è praticamente impossibile riuscire a esporre un proprio lavoro. Fra gli artisti serpeggia un senso di frustrazione e precarietà, giacché le condizioni di vita sono al limite della sopravvivenza; queste problematiche insieme con l'esistenza tormentata da lutti e atrocità, come quelle subite sotto il regime dei Khmer Rossi, sono diventate il tema predominante dei loro lavori. Anche gli sforzi legati alla riorganizzazione di una nuova identità dell'istruzione artistica sono promossi e sostenuti solo dall'azione individuale. Inoltre l'isolamento e la conseguente mancanza di informazioni disponibili sulla realtà artistica internazionale e sulla relativa storia dell'arte hanno fatto sì che gli artisti cambogiani non abbiano adottato le tecniche collaudate nel corso di tutto il XX secolo; di conseguenza le uniche forme di arte espressiva praticate attualmente sono derivate dalla debole tradizione francese, ovvero la pittura o la scultura realistica e simbolica.
Le arti tradizionali della cambogia sono la tessitura, la lavorazione dell'argento, l'arte di intagliare e lavorare il legno, la scultura della pietra e la pittura. Con il cotone si tessono i krama e i sampot, elementi di vestiario tradizionali della Cambogia. I capi più pregiati possono essere tessuti in seta e avere finiture in oro e argento; i fabbri e gli argentieri riproducono gli oggetti antichi.
Importante per la cultura tradizionale khmer è il poema epico del Reamker; i maestri musicisti, i coreografi e gli insegnanti di musica che sono sopravvissuti al genocidio dei Khmer rossi continuano ancora a insegnare gruppi designati di studenti le rappresentazioni del Reamker.

#### Architettura

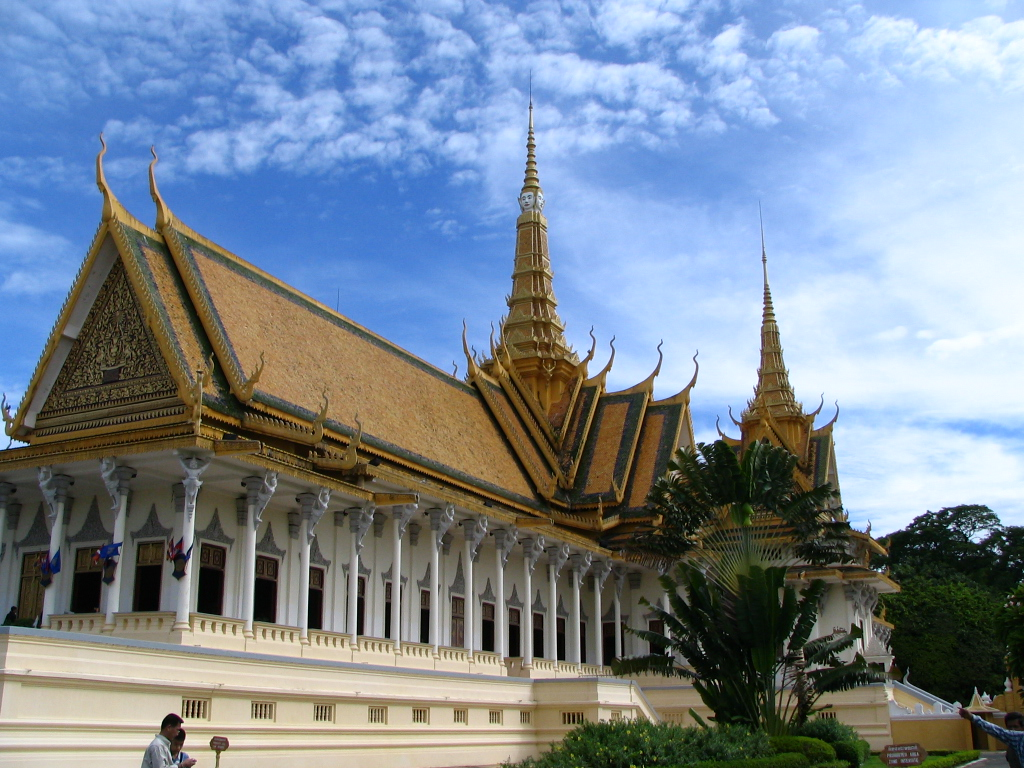
Sala del trono del palazzo reale di Phnom Penh; il palazzo reale è un tipico esempio di architettura classica khmer

Il periodo pre-angkoriano permette la definizione di tre stili architettonici: quello di Sambor Prei Kuk, identificabile nell'omonimo tempio, e quelli posteriori di Prei Kmeng e di Kompong Prah. La successione di stili in questo periodo non si è però verificata dappertutto con la stessa cadenza e non è difficile imbattersi in un tempio che presenta caratteristiche di più stili insieme. Sambor Prei Kuk è probabilmente il sito con i più antichi monumenti khmer attualmente conosciuti al giorno d'oggi; con Sambor Prei Kuk si ha una lontana prima configurazione, sia dei canoni di costruzione sia simbolico-religiosi, di quello che sarà il tempio-montagna khmer del periodo angkoriano; inoltre, con la costruzione di questo sito, ha inizio l'uso dei materiali che saranno utilizzati dagli architetti delle successive grandi opere khmer: mattone (preferito in età pre-angkoriana e dal XIII secolo) e la pietra; il laterizio è usato per le parti del complesso meno nobili e l'arenaria per alcune decorazioni.
L'architettura khmer del periodo angkoriano si distingue per la sua opulenza e grandezza ed era soggetta a rigidi, ma non paralizzanti, canoni tecnici e simbolici; per quanto riguarda i materiali, a differenza del periodo pre-angkoriano si ha adesso anche un largo uso dell'arenaria. Il classico tempio khmer è il tempio-montagna, termine nato nel XIX secolo per indicare i templi con cui si materializzava in terra il monte Meru, la dimora delle divinità e asse dell'universo secondo la cosmologia indù; ognuno di questi templi non era uguale all'altro, anche per quanto riguarda il loro valore specificatamente simbolico cui si attribuisce loro Per quanto riguarda le decorazioni, i templi erano decorati con raffigurazioni di divinità induiste e di Buddha; non a caso sono queste due religioni ad aver influenzato maggiormente l'antica cultura khmer. Anche nel periodo angkoriano si possono distinguere vari stili: stile del Phnom Kulen, del Bakheng, di Koh Ker, di Pre Rup, di Khleang, del Baphuon, il classicismo khmer (o stile di Angkor Wat), lo stile del Bayon e del post-Bayon.
Le sculture mostrano che le costruzioni di tutti i giorni nel periodo angkoriano erano in legno, come quelle della Cambogia odierna; il legno, in generale, è stato il materiale più usato in tutte le epoche, ma il clima tropicale della Cambogia non ha permesso la conservazione di resti lignei.
Durante il periodo post-angkoriano, caratterizzato per la sua visione severa e rigorosa dell'arte, la quasi totalità degli edifici, sia religiosi sia no, è costruita in legno, facendo sì che le guerre e il clima tropicale non permettessero la conservazione di questo patrimonio architettonico, mentre i chedi edificati dal XVI al XIX secolo testimoniano un'influenza dell'arte di Ayutthaya.
Molti edifici pubblici attuali, come il Palazzo Reale di Phnom Penh, sono decorati nello stile di architettura khmer; nel caso del palazzo reale, le decorazioni hanno per tema la figura divina indù Garuḍa.
Attualmente sono patrimonio dell'umanità il sito di Angkor dal 1992 e il tempio di Preah Vihear dal 2008. Sono candidati a diventare patrimonio dell'umanità i complessi di Banteay Chhmar, Banteay Prei Nokor, Beng Mealea e Preah Khan Kompong Svay, il gruppo di Sambor Prei Kuk, e i siti di Koh Ker, Angkor Borei e Phnom Dà, Oudong e Kulen, tutti candidati dal 1º settembre 1992.

#### Scultura

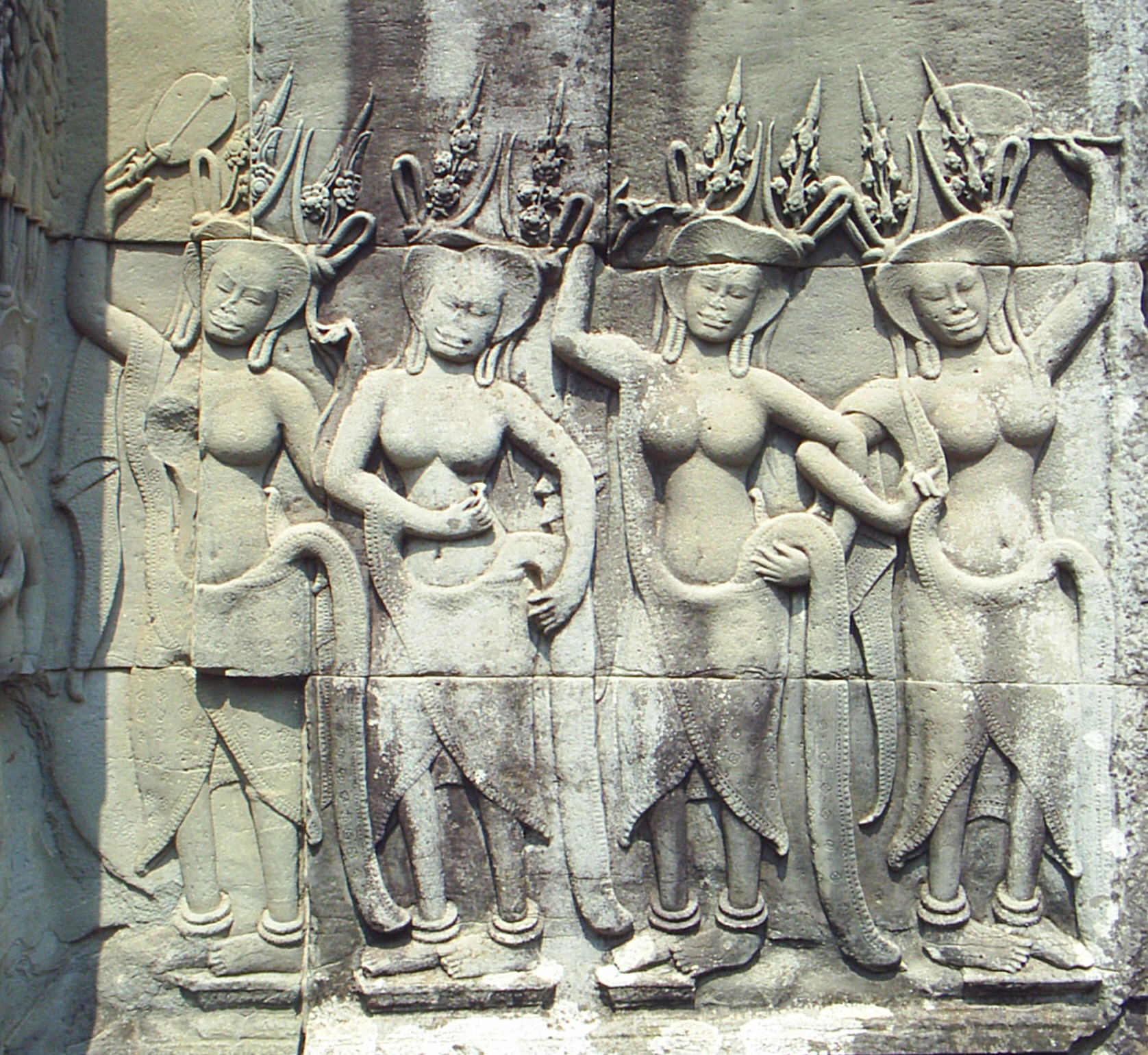
Bassorilievo raffigurante delle "devata" ad Angkor Wat

Peculiarità generali della scultura antica cambogiana è la sua impronta di severità, il suo adattamento di volta in volta al contesto politico-religioso del regno. La scultura aveva il compito di narrare storie e miti di viaggi di uomini e gesta eroiche, divine, o del Buddha.
Sono state identificate nel periodo pre-angkoriano cinque scuole di scultura a tutto tondo basandosi sulle modifiche nell'abbigliamento e delle acconciature delle statue nel corso del tempo; le scuole erano: quella di Sambor Prei Kuk (la più antica), quella di Prei Kmeng (caratterizzata da uno snellimento dei corpi e una semplificazione delle vesti e delle capigliature), la scuola di Prasat Andèt (impressività dei volti, qualità del modellato e realismo della veste), quella di Kompong Prah (schematizzazione dello stile di Prasat Andèt) e la scuola di Phnom Dà (isolata dal contesto artistico dell'epoca). Più nota è la statuaria in bronzo di piccole dimensioni, giacché se ne è conservato un maggior numero di esemplari, di cui la maggior parte sono immagini buddhiste, soprattutto di bodhisattva. I pochi esemplari di scultura a tutto tondo in legno pre-angkoriana sono invece tutti rappresentanti il Buddha e tutti ritrovati nel sud della regione. Con un'ulteriore considerazione si deve dire che l'arte della regione ebbe rapporti stretti con l'arte delle regioni vicine e che gli scultori di questo periodo utilizzano sempre sostegni per le loro opere.

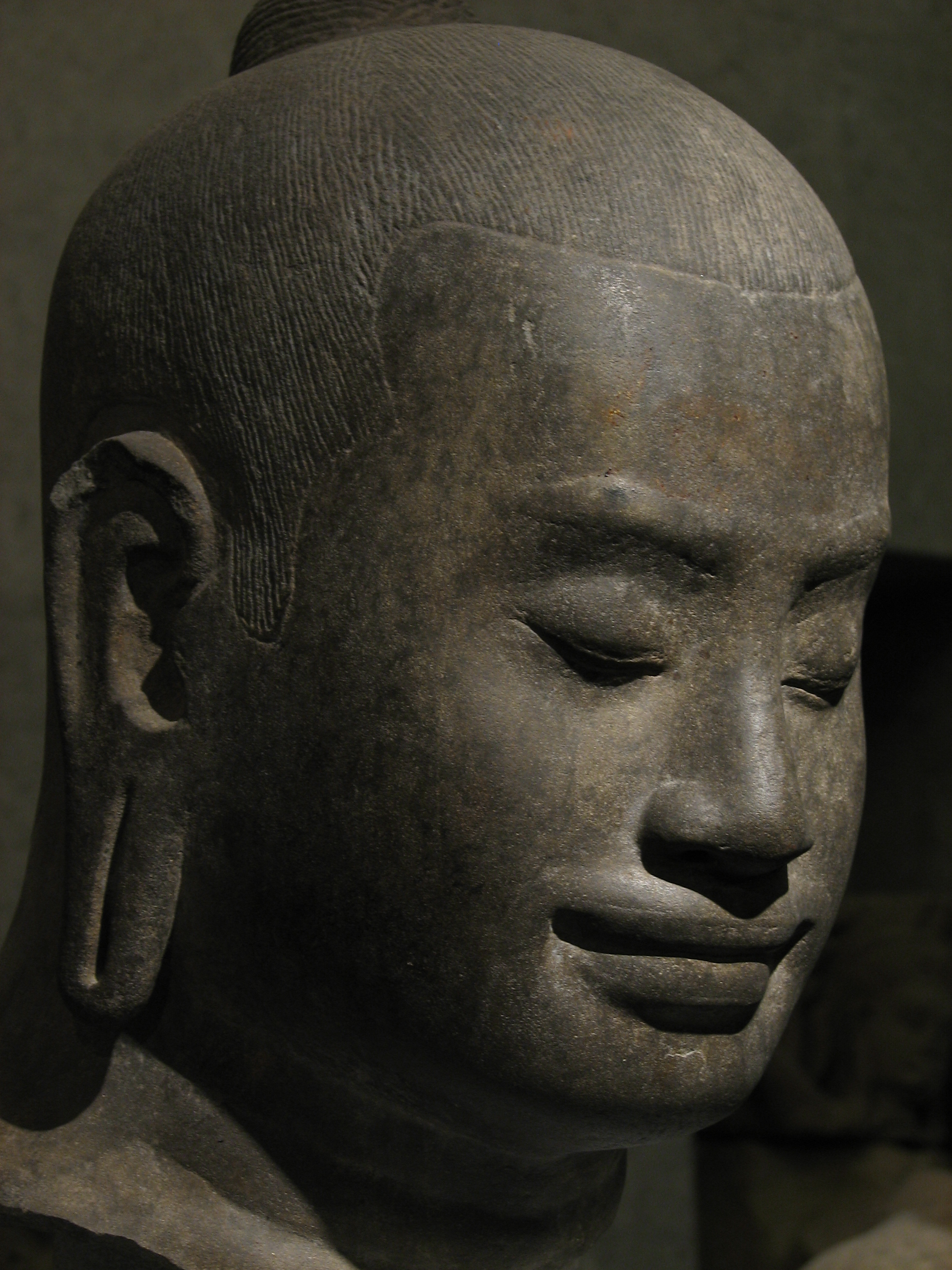
Statua raffigurante il re Jayavarman VII. Durante il suo regno furono scolpite numerose raffigurazioni del sovrano in vari momenti della sua età.

Il periodo angkoriano ha inizio con lo stile del Kulen, che presenta una statuaria omogenea e un abbandono degli archi di sostegno; la plasticità delle opere dà sensazione di morbidezza e di agilità nelle prime fasi dello stile, mentre nell'ultima fase si ha un modellato più turgido. Nello stile di Prah Ko si ha un'evoluzione radicale delle vesti delle statue, sia a tutto tondo sia i rilievi. Della statuaria dello stile del Bakheng, di non minore bellezza dell'architettura, ci sono arrivati pochi esemplari; le caratteristiche principali sono un'accentuazione della geometria del corpo umano; l'abbigliamento, è freddo e rigido, tipico dello stile dell'epoca, mentre i diademi cambiano poco rispetto allo stile di Prah Ko. La statuaria dello stile di Koh Ker presenta un'originalità sotto gli aspetti iconografico, tecnico e decorativo, una grande forza di rappresentazione, dinamismo, aspetto colossale, deciso ammorbidimento del modellato; l'abbigliamento invece non presenta significativi cambiamenti. Lo stile di Pre Rup presenta una scultura arcaicizzante e ripropone le formule elaborate degli stili di Bakheng, ma senza la sua rigorosità e grandezza, e di Koh Ker, senza però il dinamismo e la raffinatezza di quest'ultimo. La scuola di Banteay Srei presenta morbidezza del modellato e dolcezza dei volti.
La statuaria dello stile di Khleang presenta pochi sviluppi rispetto a quella di Pre Rup; si ha una perdita della vitalità: la produzione è stereotipata, le statue fredde e i volti delle divinità si addolciscono tanto da divenire insipidi; importante è il rinnovamento della produzione buddhista, soprattutto di committenza mahayana. Lo stile del Baphuon si colloca ai margini dell'arte khmer tradizionale: benché l'iconografia induista non cambia e rimane poco variata, quella buddhista presenta rilevanti cambiamenti: il Buddha è rappresentato seduto a gambe incrociate in atteggiamento di meditazione. La statuaria durante il classicismo khmer (o stile di Angkor Wat) effettua un ritorno al passato: le vesti delle divinità si rifanno a quelle degli stili di Pre Rup, Koh Ker e Bakheng, anche se lo stile di Angkor Wat mantiene un'impronta peculiare; la statuaria di questa scuola presenta una maggiore ricchezza iconografica, morbidezza e una maggiore arditezza tecnica; la piccola statuaria in bronzo è in via di sviluppo. Lo stile del Bayon presenta una rottura totale con gli stili precedenti, un ritorno al naturalismo ed è l'unico in cui si può parlare di ritrattismo; l'eccellenza dei bronzisti khmer continua a essere costante anche durante questo periodo. La statuaria dello stile del post-Bayon presenta originalità nella produzione, ma mancano ancora approfonditi studi stilistici.
Nel periodo post-angkoriano la statuaria è principalmente in legno, mentre la pietra è utilizzata raramente e le opere in bronzo non si distinguono da quelle thailandesi. Le opere di questo periodo però non perdono il confronto con quelle del periodo angkoriano, da cui si differenziano molto per l'estetica; le più importanti appartengono al XVI secolo.
Importante scultore odierno è Songnarikum Kim, uno dei pochi in attività nel paese e uno dei principali artisti attuali; è anche uno dei pochi ad aver praticato l'arte del restauro prima e durante il regime dei Khmer Rossi.

#### Pittura
La pittura è l'aspetto della cultura khmer meno conosciuta: infatti la maggior parte delle opere, prevalentemente pitture murali, conservatesi fino a tempi recenti hanno subito negli ultimi decenni così tanti danni che non si può praticamente farsene un'idea; la composizione e il cromatismo comunque sono affini alle opere ritrovate in Thailandia, meglio conservate. I soggetti erano la vita del Buddha, gli jātaka, il Rāmāyaṇa o il Reamker (versione khmer del Ramayana). I principali pittori attuali sono Sothy Hout, Phalleang Yim, Radi Yin, Sothy Chhim, Dara Soun Chan e Monorith Chhea per quanto riguarda la pittura con tema guerra, violenza o Khmer Rossi; Sompear Hong Sot e Narath Tan invece dipingono tele riguardanti la cultura cambogiana che rischia di scomparire.

#### Patrimoni dell'umanità
Nel contesto della cultura cambogiana, affermatasi a livello universale, sono stati dichiarati Patrimonio dell'umanità dell'UNESCO diversi siti, tra cui:
- Angkor (1992) (e qui è da ricordare ancora l'Angkor Wat, simbolo della Cambogia e il più vasto edificio religioso del mondo)
- Il Tempio Preah Vihear (2008)
- La Zona del tempio di Sambor Prei Kuk (2017)

### Letteratura
Per molto tempo in Cambogia le storie sono state tramandate senza aver bisogno di trascriverle: queste venivano scolpite sulle pareti dei templi o dipinte su quelle delle pagode e potevano raccontare avventure di uomini, gesta eroiche o le vicende del Buddha. Esempio di opera letteraria cambogiana dell'antichità è il Reamker, versione cambogiana del poema sacro indù del Rāmāyaṇa. I testi sacri erano sempre custoditi nei templi.
Attualmente la Cambogia non ha una letteratura contemporanea: il regime dei Khmer Rossi, che puniva la lettura con la morte, ha ucciso chi sapeva leggere e scrivere. Al giorno d'oggi i libri sono una rarità in Cambogia e non ci sono biblioteche a parte la Biblioteca Nazionale a Phnom Penh, riaperta nel 1980 e che sopravvive solo grazie alle donazioni. Gli ultimi libri cambogiani sono quelli scritti dai sopravvissuti ai massacri degli Khmer Rossi, ma non esiste una letteratura del periodo successivo a Pol Pot tranne che racconti per bambini o libri su Angkor. I cambogiani stessi non si interessano granché alla letteratura a causa della povertà e della continua lotta per la sopravvivenza.
La stampa fu introdotta in Cambogia con il dominio coloniale francese e fu catalizzatore di nuove forme letterarie. Le usuali forme di scrittura letterarie erano in versi. La prima opera in prosa fu Suphat di Rim Kin, pubblicato nel 1938.
Tra i grandi scrittori cambogiani in lingua khmer ricordiamo Preah Botumthera Som (1852-1932), noto per l'opera Tum Teav. Da ricordare anche l'importante contributo di Haing Ngor, che fu anche attore.

### Musica

Sinn Sisamouth.

Assieme al Laos, la Cambogia è il paese musicalmente più interessante dell'Indocina; la musica cambogiana continua in molti aspetti fondamentali la tradizione iniziatasi durante l'Impero Khmer con una serie di prodotti sonori di grande originalità.
La musica del Sud-est asiatico è il risultato di vari apporti stilistici: un sostrato indigeno, un primo superstrato indiano e un secondo cinese; questi tre elementi hanno diverso peso tra i vari paesi dell'area indocinese. La base della musica cambogiana è indiana, ma di carattere antico, non dei modi moderni dell'espressività indiana: infatti, con la fine dell'Impero Khmer, l'India è stata esclusa dai successivi cambiamenti evolutivi della musica; anche la successiva influenza cinese ha avuto meno risultati che negli altri paesi della zona. L'elemento strutturale della musica cambogiana è quindi di tipo indiano-khmer di tipo arcaico, con segni di origine cinese, poi giavanese e quindi europea.
Come in tutto il Sud-est asiatico, la musica è considerata un'offerta alle divinità e ha carattere sacro; è trasmessa per tradizione orale e segue il principio organizzativo della stratificazione polifonica, ovvero il sovrapporre a una melodia di riferimento comune variazioni improvvisate della stessa melodia da parte degli altri strumentisti. La scala musicale utilizza i 7 suoni della scala diatonale; il ritmo è sempre binario e l'accento principale cade sull'ultima pulsazione di ogni unità ritmica.
Le orchestre possono essere di tre tipi: "pinpeat", "mohori" e "phleng khmer". L'orchestra pinpeat è la principale e presenta xilofoni e carillon di gong di registro grave e acuto, oboe ("sralai"), flauto ("khloi"), tamburo a due membrane ("samphor") e cimbali a mano; è usata per accompagnare cerimonie o opere teatrali e danzate. La mohori, usata soprattutto per l'intrattenimento, presenta rispetto al pinpeat l'aggiunta di cordofoni. La phleng khmer è invece l'orchestra di tipo più arcaico e tradizionale.
Le composizioni si suddividono in varie sequenze ("choan") che vengono di volta in volta rielaborate e sviluppate musicalmente.
Durante il regime degli Khmer rossi e la soppressione di ogni traccia culturale e artistica del paese tra il 1975 e il 1978, la musica tradizionale è forse la branca artistica che ha resistito di più a questo periodo. Sono poi state istituite alcune istituzioni per salvaguardare e valorizzare il patrimonio musicale della nazione.
Come negli altri paesi dell'Indocina, anche in Cambogia c'è una forte presenza di musica occidentale: in particolare, il jazz si è molto affermato nelle città.
Tra i più importanti cantautori cambogiani spicca Sinn Sisamouth considerato spesso the King of Khmer music.

### Cinema
In ambito cinematografico possiamo ricordare registi quali Rithy Panh, col film L'immagine mancante, primo film cambogiano candidato per L'Oscar al miglior film straniero nel 2014, e regista attivo anche nel documentario, il cui S21: La macchina di morte dei Khmer rossi (2003) ha ricevuto vari riconoscimenti internazionali. Tra gli attori cambogiani che hanno ricevuto vari riconoscimenti internazionali spicca, in particolare, Haing S. Ngor.

### Tradizioni

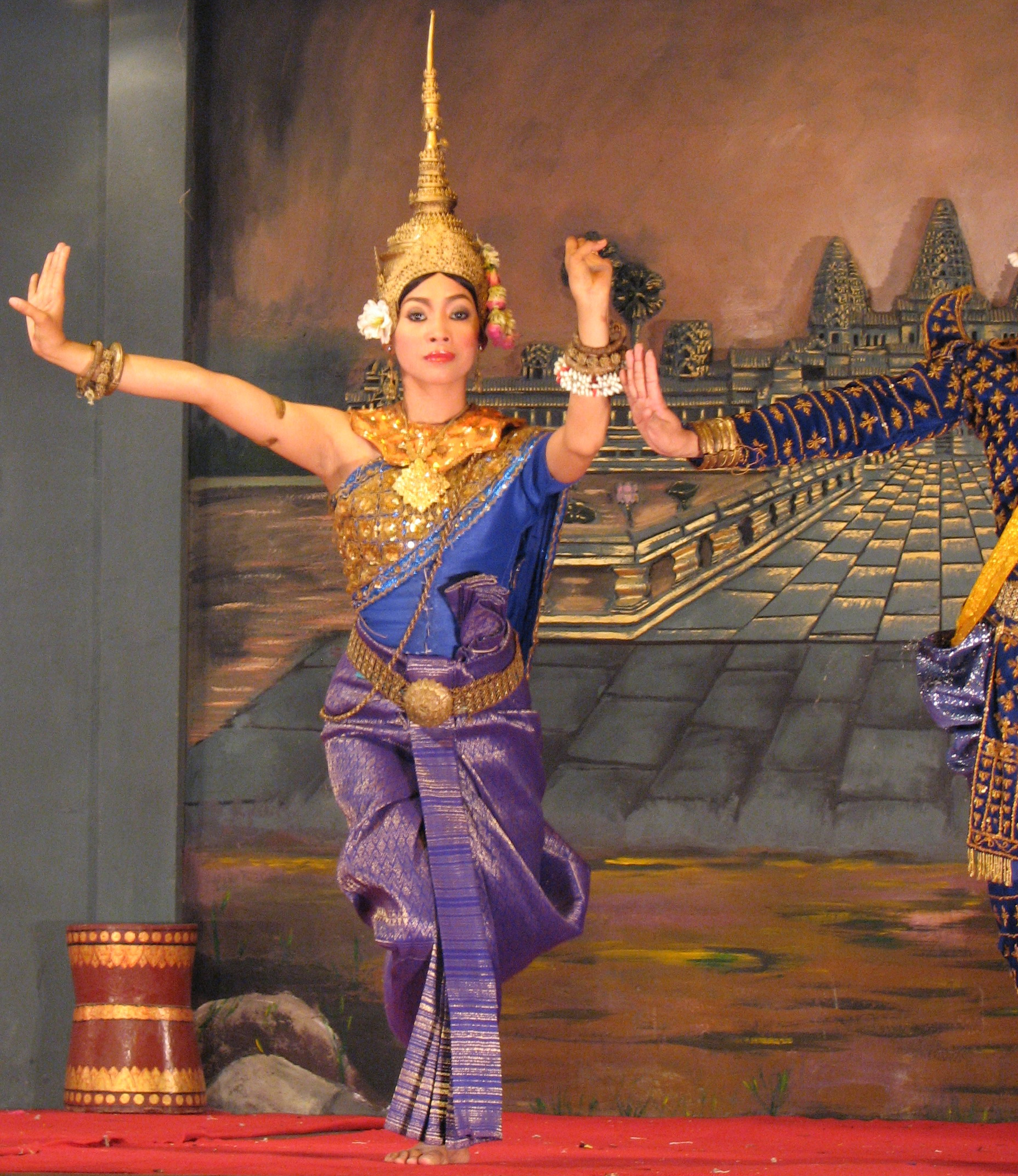
Una danzatrice con addosso un sampot si esibisce in una danza tradizionale khmer

I capi di vestiario tradizionali tipici della Cambogia, tessuti in cotone, sono il krama, una specie di sciarpa rettangolare a motivi quadrati e a strisce colorata vivacemente, e il sampot, veste femminile, i cui modelli più pregiati sono tessuti in seta e hanno rifinimenti in oro e argento.
Le festività tradizionali principali in Cambogia sono il Songkran, la festa dell'indipendenza, il compleanno del re padre Norodom Sihanouk, il popolarissimo Water Festival, varie feste religiose, gli anniversari della costituzione e dell'accordo di Parigi più le feste internazionali. Il saluto cambogiano è il sampeah, l'inchino a mani giunte mutuato dalla tradizione indiana e comune con il wai thailandese, il nop laotiano e il namasté indiano, cingalese e nepalese.
Sport tradizionali sono le arti marziali; tecniche tradizionali del popolo khmer sono il Bokator, da cui deriva la disciplina sportiva Pradal Serey, e il wrestling tradizionale khmer ("Bok Cham Bad" in lingua khmer). Gli alimenti principali sono composti da riso e pesce, essendo questi gli alimenti principali della popolazione.
)

#### Festività nazionali
| Data       | Nome                                 | Significato                                                           | Celebrazioni                          |
| ---------- | ------------------------------------ | --------------------------------------------------------------------- | ------------------------------------- |
| 7 gennaio  | Giorno della Vittoria sul Genocidio  | commemora la fine del regime dei Khmer rossi, nel 1979                |                                       |
| 9 novembre | បុណ្យឯករាជ្យជាតិ: Giorno dell'Indipendenza | Festa nazionale: Dichiarazione d'indipendenza dalla Francia, nel 1953 | presso il Monumento dell'indipendenza |

#### Festività varie
In Cambogia si festeggiano, oltre alle feste internazionali, anche molte festività tradizionali e tipiche del paese.
In Cambogia si festeggiano due feste di Capodanno, una il 1º gennaio ed è il Capodanno internazionale, l'altro è il Songkran, ovvero il Capodanno solare, che si festeggia il 14 15 e 16 aprile, ed è una delle maggiori feste dell'anno durante la quale gli Khmer puliscono e decorano la propria casa, fanno offerte e giocano a giochi tradizionali. Il 13 o 14 aprile si celebra il Choul Chnam Thmey o Cambodian New Year: il Capodanno Khmer o Cambogiano. Il "Bonn Dak Ben" e il "Bonn Pchoum Ben" sono due parti della stessa festività che si festeggia in agosto/settembre; la prima consiste nella commemorazione degli spiriti dei morti, l'altra, attuata 15 giorni dopo, consiste nel portare offerte ai templi. Il "Bonn Kathen" è un'altra festività religiosa, festeggiata in ottobre, lunga 29 giorni e consiste in un festival religioso e la popolazione marcia in processione verso i templi e i monaci cambiano da loro la loro vecchia roba con della nuova. Il 18 giugno si festeggia il compleanno della regina madre, Norodom Monineath Sihanouk, madre di Norodom Sihanouk. Il 24 settembre si festeggia il giorno della costituzione e il 23 ottobre l'accordo di pace di Parigi. Il 30 e 31 ottobre e il 1º novembre si festeggia il compleanno del re padre Norodom Sihanouk. Il Water Festival cambogiano, in lingua khmer chiamato "Bon Om Touk" o con altre varianti, è un'annuale e tradizionale festa cambogiana che si svolge durante la luna piena del mese di Kadeuk del calendario buddista, si festeggia il 7, l'8 e il 9 novembre, ovvero durante la luna piena del mese Kadeuk del calendario buddista; in questa occasione si festeggia per tutto il paese con festival, esibizioni e gare navali, fuochi d'artificio e baldoria generale.

#### Danza
(Bopha Devi, figlia prediletta di Norodom Sihanouk e responsabile del Balletto Reale Khmer.)
La danza tipica della Cambogia è quella Khmer, tratta dal poema sacro del Rāmāyaṇa e riprodotta sulle pareti dei templi. La storia della danza cambogiana si data a circa un migliaio di anni fa: fu frutto dell'influenza indiana sulle corti reali, che incoraggiarono questa forma artistica. Le danzatrici in Cambogia erano mantenute nei ginecei dei templi induisti ed erano equiparate alle Apsaras, ovvero figure minori della mitologia indiana; fu Norodom Sihanouk nei suoi primi anni di regno a permettere alle danzatrici di poter danzare anche per la gente comune.
Sotto il regime degli Khmer Rossi la maggior parte delle danzatrici fu uccisa o mutilata; alla fine del regime la danza ha dovuto ripartire da zero, con fretta e fatica; si è dovuto ricucire tutti i costumi, ritrovare le danzatrici, gli artigiani che sapessero tessere le stoffe dei costumi e soprattutto le insegnanti e le coreografe.
La danza khmer è caratterizzata da una dettagliata attenzione per il più piccolo movimento della danzatrice: negli spettacoli le ragazze cambiano espressione con lo sguardo o con movimenti del collo, i movimenti non sono plateali, ma minimi e aggraziati, i movimenti delle mani sono delicati e complicati; una danzatrice è scelta soprattutto per l'aspetto fisico, per l'espressività del viso e per la lunghezza delle mani.

#### Gastronomia

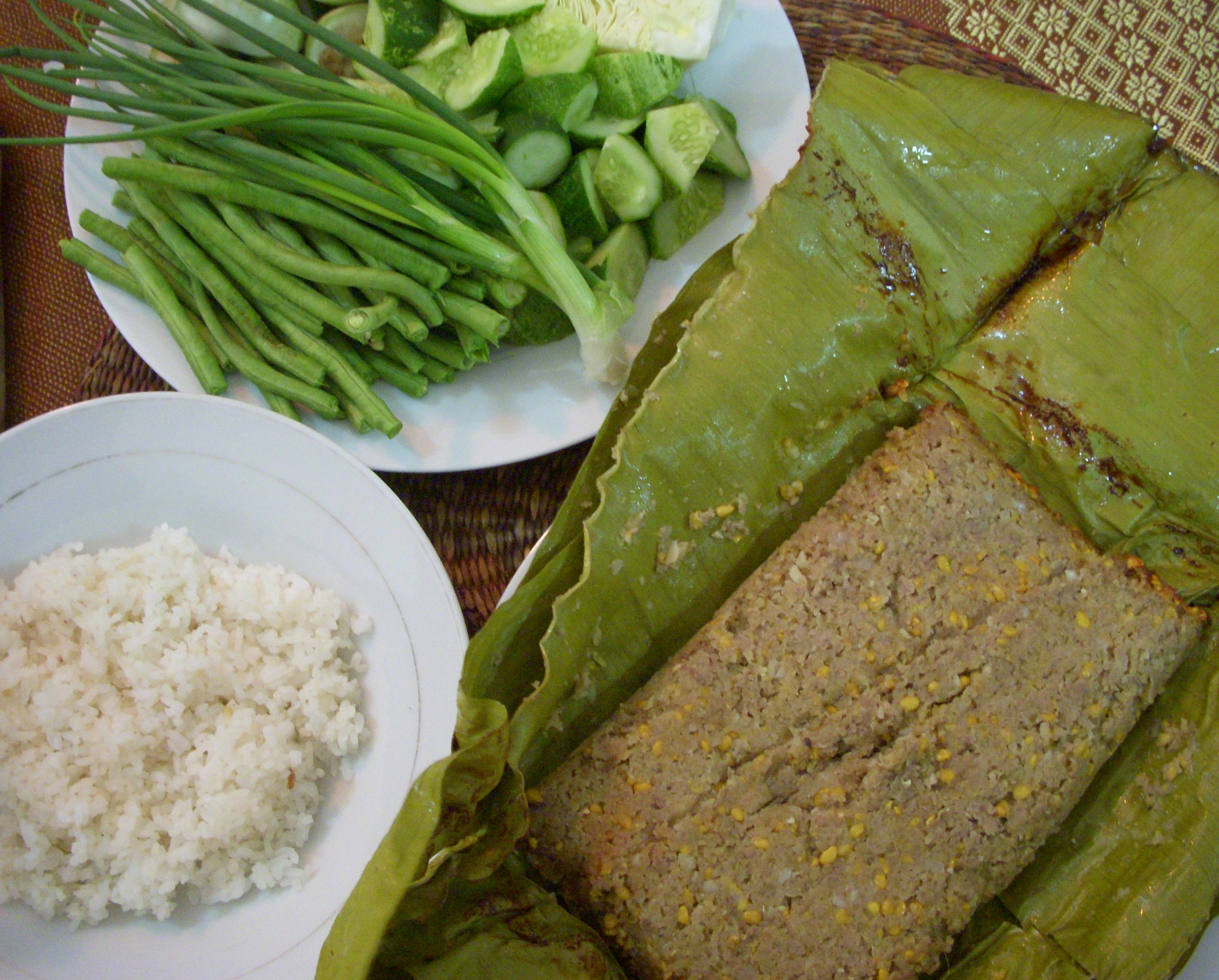
Esempio di cucina cambogiana: in basso a sinistra un riso al vapore; in alto un piatto con combava e citronella; in basso a destra del prahok in foglie di banano.

Il riso, anche sotto forma di tagliolini in zuppa (kyteow), è l'alimento principale della dieta cambogiana e il cibo per antonomasia, tanto che uno dei modi per riferirsi al generico cibarsi lo comprende (nyum bai o nam bai, alla lettera "mangiare riso"). Il pesce, di regola proveniente dalle acque del Tonlé Sap e del Mekong, ne è un'altra parte importante, spesso sotto forma di zuppa con erbe varie. La dieta comprende anche i molti frutti tropicali locali, anche in insalata: mango (svay, la varietà cambogiana è assai prelibata), ananas (menoa), durian, banane (chek). I turisti apprezzano molto il mangostano e il rambutan.
La cucina cambogiana è in genere piuttosto povera di grassi. Tra gli ingredienti secondari e gli aromatizzanti più usati vi sono la combava, la citronella, aglio, salsa di pesce, salsa di soia, curry, tamarindo, zenzero, salsa di ostriche, latte di cocco, pepe nero e diverse erbe utilizzate fresche e tradizionalmente raccolte nelle risaie. Buona parte delle ricette tradizionali richiedono l'utilizzo di materie prime fresche e sono di epoca antica, prima dell'introduzione del peperoncino nella regione da parte dei portoghesi nel 1600. Anche per questo la cucina cambogiana è in generale meno piccante e più equilibrata nei sapori di altre della zona.
Uno dei piatti nazionali khmer è l'amok, pesce d'acqua dolce cotto in una foglia di banano con latte e polpa verde di cocco e diversi aromatizzanti, tra cui il kroeung, un peculiare impasto speziato, usato in numerosissimi piatti in diverse varianti, in cui è comunque presente il galangal (il rizoma della Kaempferia galanga), spesso servito in un cocco verde scavato.
Prodotto caratteristico è il prahoc, una salsa salata di pesce fermentato dal forte odore. È un antico sistema per conservare le proprietà nutritive del pesce e arricchire così la cucina a base di riso, oggi usato come condimento in molti piatti. Altro piatto diffuso in Cambogia sono delle tagliatelle di riso con salsa di noce di cocco (khao phoune). Esempio dell'influenza francese nella cucina è il consumo di baguette, che vengono tostate, inzuppate nel curry rosso e mangiate. Il curry rosso viene mangiato anche con riso o vermicelli di riso.
La bevanda nazionale è il tè cinese, che viene offerto al cliente all'inizio del pasto in quasi tutti i ristoranti khmer e cinesi del paese. La birra però sta soppiantando il tè come bevanda più bevuta nel paese; è possibile trovarla addirittura nei piccoli villaggi rurali venduta in lattina in piccoli chioschi. Il caffè è servito in quasi tutti i ristoranti. Il vino è prodotto soprattutto col riso ed è diffuso fra le minoranze nella zona nord-orientali della Cambogia; si trovano poi altri due tipi di vino prodotti rispettivamente con zenzero e foglie di palma da zucchero (quest'ultima dà un vino più leggero). Per quanto riguarda i liquori e i vini di marche straniere, essi si trovano a basso costo nonostante siano prodotti d'importazione.
Per quanto riguarda l'acqua, è da evitare quella del rubinetto per questioni di igiene, mentre per quanto concerne l'acqua imbottigliata in Cambogia, i Cambogiani tendono a fidarsi solo delle marche migliori. Il ghiaccio viene invece preso dalle locali fabbriche di ghiaccio, residuo del periodo coloniale francese, che sono affidabili poiché depurano l'acqua prima della produzione. In Cambogia si trovano anche tutte le marche più famose di bibite analcoliche. Molto popolari in tutto il paese sono i frullati di frutta, in genere consumati dopo il pasto.

## Sport
I giochi e sport più popolari sono le arti marziali, il combattimento fra galli, il calcio e una sottospecie di footbag giocato con un tipo di pallone chiamato sey. Le corse di Dragonboat sono molto diffuse, soprattutto durante il Water Festival. Tra le arti marziali praticate in Cambogia vi è il Bokator, tecnica di combattimento a mani nude non praticata a livello agonistico dato che un incontro porterebbe probabilmente alla morte di uno dei partecipanti. Dal Bokator è nata una disciplina moderna e praticata a livello di competizione sportiva, il Pradal Serey. Altro stile di combattimento tradizionale khmer è il wrestling tradizionale khmer.
Nota un tempo come Nazionale di calcio della Repubblica di Khmer la Nazionale di calcio della Cambogia  non ha al momento raggiunto importanti risultati in campo internazionale e ha come suo capocannoniere Hok Sochetra con 42 reti. Per quanto concerne le bocce ricordiamo Ke Leng, medaglia d'oro mondiale in Francia nel 2013, in Thailandia nel 2015, in Cina nel 2017 e in Cambogia nel corso del 17º Campionato mondiale di bocce giovanili e femminili.

### Storia
- Capi di Stato cambogiani
- Storia della Cambogia
- Impero Khmer
- Indocina francese
- Regno di Cambogia (1953-1970)
- Guerra civile in Cambogia
- Kampuchea Democratica
- Partito Comunista di Kampuchea
- Khmer rossi
- Guerra cambogiano-vietnamita
- UNAMIC
- UNTAC

### Geografia
- Golfo del Siam
- Indocina
- Mekong
- Monti dei Cardamomi
- Sud-est asiatico
- Tonle Sap
- Isole della Cambogia

### Luoghi
- Angkor
- Angkor Wat

### Altro
- ASEAN
- Buddismo in Cambogia
- Chiesa cattolica in Cambogia
- Fantasmi (saggio)
- Khmer (popolo)
- Linea di successione al trono della Cambogia
- Lingua khmer
- Prostituzione in Cambogia
- Riel cambogiano
- Sentiero di Ho Chi Minh